# Императорская Академия художеств
Импера́торская Акаде́мия худо́жеств (сокр. ИАХ; в 1757—1763 годах — Акаде́мия трёх знатне́йших худо́жеств; с марта 1917 года и до упразднения — Петербу́ргская Акаде́мия худо́жеств) — историческая академия художеств в Санкт-Петербурге, первое и долгое время единственное в дореволюционной России государственное высшее учебное заведение, занимавшееся подготовкой кадров в области изобразительных искусств.
Императорская Академия художеств была учреждена по распоряжению императрицы Елизаветы Петровны указом Правительствующего сената от 6 (17) ноября 1757 года, реализовавшим инициативу И. И. Шувалова и М. В. Ломоносова о создании художественной школы при Московском университете. Проект «Академии Севера» («Académie du Nord») для Москвы Шувалов заказал в Париже архитектору французского неоклассицизма Жаку-Франсуа Блонделю Младшему, но проект не получил развития и с 1757 года первые десять учеников начали обучение живописи под руководством итальянского живописца Пьетро Ротари в Санкт-Петербурге в собственном доме Шувалова на Итальянской улице. В царствование императрицы Екатерины II в 1764 году Академия художеств была преобразована в самостоятельное учреждение с собственными привилегиями и уставом, получившее специальное здание на Университетской набережной — выдающийся памятник архитектуры русского классицизма (1764—1789; проект — Ж.-Б. Валлен-Деламотa, строительство — А. Ф. Кокориновa). До завершения строительства здания учебные занятия в 1764—1778 годах проводили в специально арендованных домах на набережной Васильевского острова.
На протяжении второй половины XVIII — первой половины XIX века Императорская Академия художеств занимала центральное место в художественной жизни России, играя значительную роль в подготовке новых художественных кадров; в 1833 году в Москве был открыт её филиал — Московское училище живописи, ваяния и зодчества. В то же время в Академии художеств наметились консервативные тенденции с ориентацией на официальный академизм, ставшие к середине XIX века преобладающими, что привело в 1863 году к так называемому «бунту четырнадцати» — публичному выступлению группы академических выпускников, позднее составивших основу товарищества передвижников. В ходе реформы 1893 года Императорская Академия художеств получила новый устав, в соответствии с которым она была разделена на два учреждения: Императорскую академию (Академическое собрание), выполнявшую общественные функции, и учебное заведение — Высшее художественное училище живописи, скульптуры и архитектуры, к работе которого были привлечён ряд крупнейших мастеров — членов товарищества передвижников. После революции 1917 года Академия художеств фактически прекратила работу и была упразднена декретом правительства РСФСР от 12 апреля 1918 года; после ряда преобразований в здании Академии художеств в 1932 году был учреждён Институт живописи, скульптуры и архитектуры (современная Санкт-Петербургская академия художеств имени Ильи Репина).

## История Императорской Академии художеств

### Предпосылки создания Академии художеств
Пётр I осознавал, что для осуществления его идей о благе России является необходимым не только распространение в стране образования, но и насыщение народной жизни искусством, как важнейшим элементом истинной культуры. С этой целью Петром была основана рисовальная школа при Санкт-Петербургской типографии. В школе работали учителя рисования. Школа, находящаяся в ведении директора типографии М. П. Абрамова, пользовалась особым вниманием Петра I. В официальных документах школа именовалась «Академией». «Его Величество был в Академии, срисовали человека» записано в «Юрнале» от 3 ноября 1715 года. Школе Пётр в особой инструкции предписывал: «… чтобы обучение в ней велось по правилам и по всем отраслям искусства».
В 1716 году живописцы Александр Захаров, братья Иван и Роман Никитины, а также архитекторы Пётр Еропкин и Фёдор Исаков были направлены в Академию изящных искусств во Флоренции; архитекторы Иван Устинов и Иван Коробов, художник Андрей Матвеев — в Голландию; гравёр Степан Коровин — в Париж, гравёр Фёдор Черкасов — в Италию. В проекте об учреждении Санкт-Петербургской Академии наук (от 28 января 1724 года) говорится: «… ныне в России здание к взращению художеств и наук учинено быть имеет» и далее «довольно-б членов о совершенстве художеств и наук трудились».
За год до своей смерти Пётр I подписал указ «Об академии, в которой бы языкам учились, также прочим наукам и знатным художествам». Проект «учреждения Академии разных художеств» царю представил механик-изобретатель А. К. Нартов. На плане будущего города Санкт-Петербурга, составленном Ж.-Б. А. Леблоном (1717), близ усадьбы генерал-губернатора А. Д. Меншикова на Васильевском острове предусматривалось здание «Академии всех искусств и ремёсел». В проекте Нартова наряду с подготовкой «архитекторов цивилис» подчёркивалась необходимость создания классов гравировальных, иконописных, токарных, обучение «мастеров фонтанных дел», слесарных, плотников, литейщиков, оптиков, оловяннщиков, медников. Такой подход соответствовал эстетике того времени: неразделённости искусств на «изящные» и «механические». Проект Академии до отъезда в 1716 году для обучения в Италию предлагал архитектор П. М. Еропкин. Свой проект Академии художеств предлагал и французский живописец Луи Каравак, с 1716 года работавший в России. Однако со смертью императора Петра Великого в 1725 году эти начинания прервались.
Преемники Пётра не унаследовали его представления о значимости задачи развития искусств. С 1724 года в составе Петербургской Академии наук начала действовать Гравировальная палата. В проекте устава Санкт-Петербургской Академии наук, составленном при Анне Иоанновне, говорится: «… художество рисования учёным хотя немногую пользу приносит, однако-ж великим есть украшением». Основное внимание в Академии наук в тот период было обращено на гравюру и исполнение правительственных заказов и поручений Двора по художественно-увеселительной части.
Проект Академии ремёсел разрабатывал В. Н. Татищев. В 1730 году, в царствование императрицы Анны Иоанновны план Татищева был утверждён. Возглавить Академию должен был Татищев, он же назначался руководителем «отделения механики». Архитектурный отдел должен был возглавить П. М. Еропкин, живописный — Луи Каравак, скульптурный — Карло Растрелли. Однако этот проект, как и многие другие начинания аннинского времени, успешно похоронили.
В конце 1738 года Якоб Штелин организовал Рисовальную палату Академии наук, а с 1747 года в связи с преобразованием Академии наук в Академию наук и художеств фактически руководил её «художественным департаментом». Штелин составил подробно разработанный проект нового штата и правил для Академии художеств при Академии наук. Однако этот проект не получил развития из-за противодействия президента Академии наук графа К. Г. Разумовского.
Даже низведённое до роли гравёрно-рисовальной школы в составе Академии наук, художественное отделение тяготит её. Признавая, что «художники необходимы для рисования анатомических фигур, трав и других натурален», руководство Академии жалуется на значительные затраты, без которых можно было бы обойтись, если бы «академия художеств, на которую надежда имелась, учинена была» и ставится вопрос «Потребна ли академия художеств при Академии наук или нет и в чём она государству потребная быть может?» (07.09.1733).
Через 15 лет (25.09.1747) в регламенте Академии наук этот вопрос был решён утвердительно: «Излишнее дело пространно о том писать, что к благосостоянию всякого государства науки и художества есть дело необходимо потребное». Согласно этому регламенту Академия наук была переименована в Академию наук и художеств. Преподавание искусств расширяется: основываются скульптурный и архитектурный классы, а рисовальная палата разделяется на три отдела: с рисунков, с гипсов и с натуры. Начинают проводиться (с 08.06.1748) Собрания Академии художеств, на которых присутствуют члены Академии (они же и преподаватели искусств).
Инициатива основания Академии художеств принадлежала куратору Императорского Московского университета И. И. Шувалову. Подготовка к созданию Академии художеств была начата в Московском университете с момента его основания. В апреле 1755 года Шувалов писал в инструкции первому директору университета А. М. Аргамакову о необходимости произвести набор учеников университетской гимназии в специальный класс «учиться художествам». Ученики художественного класса отбирались среди казённокоштных гимназистов-разночинцев. В январе 1756 года первые 9 учеников гимназии, показавшие наибольшие способности, по распоряжению Шувалова были отправлены продолжать учёбу в Санкт-Петербурге при Академии наук.

### Создание Академии художеств
В 1757 году куратор Императорского Московского университета И. И. Шувалов обратился в Сенат с представлением Академии художеств, в которой писал: «… необходимо установить академию художеств, которой плоды, когда приведётся в состояние, не только будут славой здешней Империи, но и великой пользой казённым и партикулярным работам, за которые иностранные посредственного знания, получая великие деньги, обогатись возвращаются, не оставив по настоящее время ни одного русского ни в каком художестве, который бы умел что делать. …Сия академия будет учреждена здесь в Санкт-Петербурге по причине, что лучшие мастера не хотят в Москву ехать, как в надежде иметь от двора работы, так и для лучшего довольства иностранных здешней жизни». Сенат принял решение (06.11.1757) «означенную Академию художеств здесь в Санкт-Петербурге учредить» и поручил Шувалову подать в Сенат проект устройства и штата Академии. Так возникла «Академия трёх знатнейших художеств», числившаяся, во всё время управления ею И. И. Шуваловым (1757—1763) при Императорском Московском университете. В начале 1758 года в Академию переводятся из Московского университета первые 16 студентов и ещё 20 студентов набирают в Санкт-Петербурге.
После создания Академия художеств находилась в ведении Императорского Московского университета (1757—1763) и управлялась непосредственно И. И. Шуваловым. На основание Академии было ассигновано 6 тыс. рублей в год, отпущенных в казну Московского университета. Расходы по Академии художеств планировалось включить в бюджет и штат Московского университета при составлении проекта университетского Устава (1761).

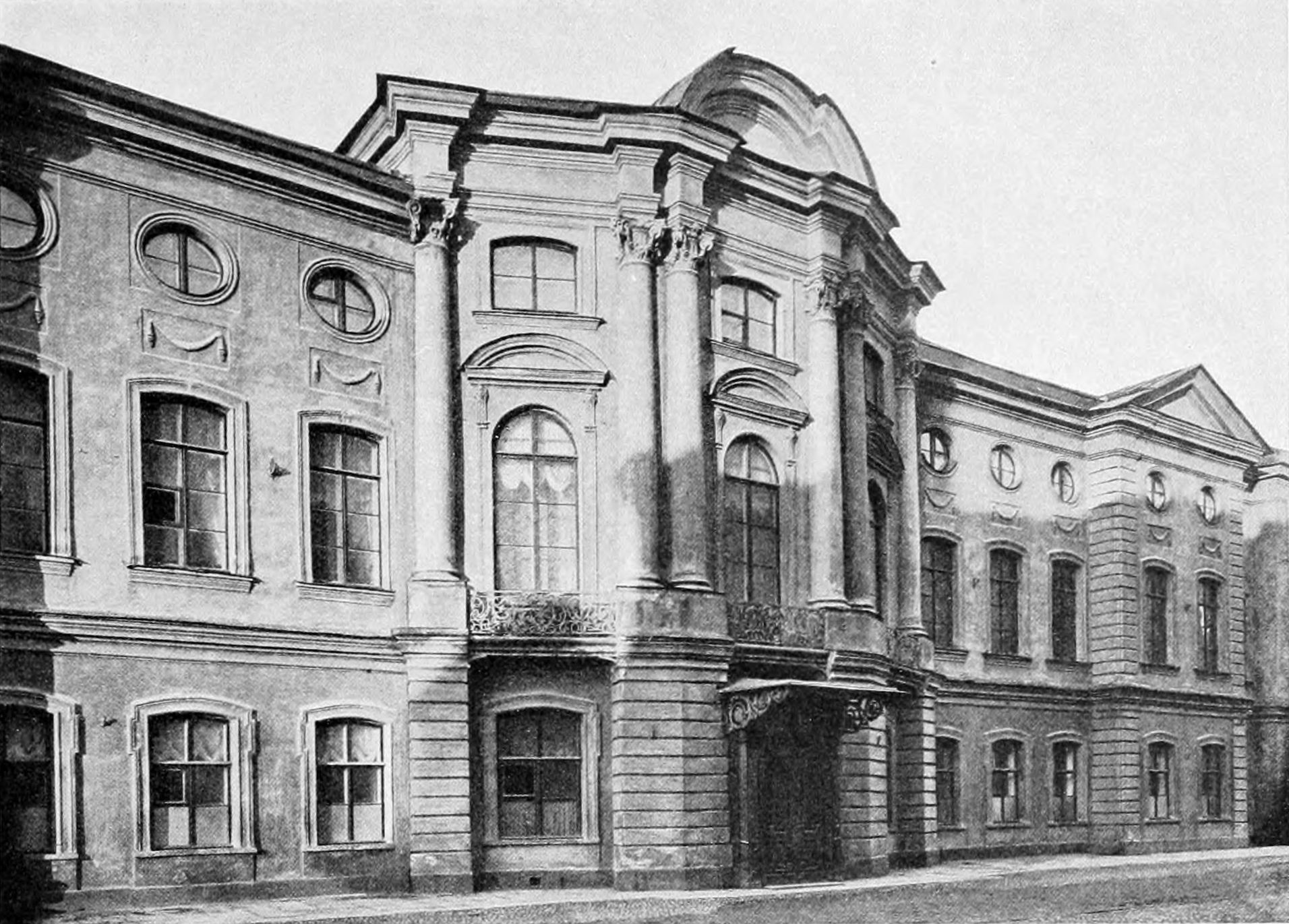
Особняк И. И. Шувалова на Итальянской улице. Здание где первоначально размещалась Императорская Академия художеств.

Академия первоначально была размещена в особняке Шувалова на Итальянской улице. С 1758 года здесь начались учебные занятия. Первым преподавателем стал итальянский живописец Пьетро Антонио Ротари. У него было множество русских учеников, среди них выдающиеся мастера: Ф. С. Рокотов и А. П. Антропов.
Средства академии предоставлены были сначала весьма скудные: указано было отпускать ей всего по 6 тысяч рублей в год. Но на личные средства Шувалову удалось сразу высоко поднять авторитет академии. Шувалов пригласил из-за границы педагогов — художников из Франции и Германии, набрал первых учеников и подарил Академии свою художественную коллекцию, положив начало академическим библиотеке и музею. Со вступлением в академию для преподавания архитектуры А. Ф. Кокоринова стала возможной надлежащая организация академии.
Учебный курс длился девять лет и включал изучение искусства гравюры, портрета, скульптуры, архитектуры и т. п. С 1760 года лучших выпускников на казённые средства стали отправлять на стажировку за границу (по примеру французской Римской премии).
Первым ректором Академии стал французский живописец Луи Ле-Лоррен, адъюнкт-ректором — французский скульптор Николя Жилле. Последний немного позднее сам занял пост ректора, но в 1760 году его сменил Луи Лагрене, остававшийся в должности вплоть до опалы И. И. Шувалова в 1763 году.
Значительные изменения в судьбе Академии художеств произошли после отправки её создателя И. И. Шувалова в ссылку за границу (с марта 1763 года до 1777).

### Императорская Академия художеств (1763—1800)

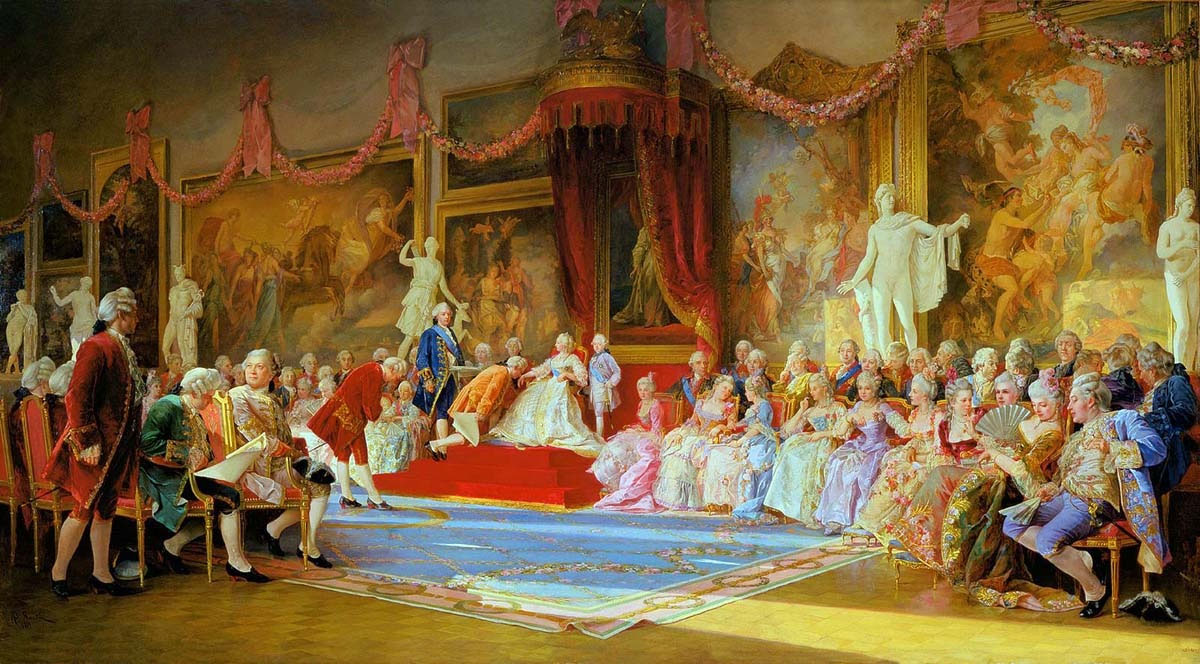
«Инаугурация Императорской Академии художеств 7 июля 1765 года», картина В. Якоби

3 марта 1763 года директором Академии художеств был назначен генерал И. И. Бецкой. Академия была отделена от Императорского Московского университета. С 13 декабря 1764 года Бецкой был назначен президентом Академии художеств и оставался на этом посту до 1794 года.
В 1764 году Екатерина II утвердила Устав и штаты Академии художеств; её бюджет был увеличен до 60 тысяч рублей. И в этом же году на Васильевском острове началось строительство для академии специального здания (Университетская набережная, 17. Долгое время считалось, что проектирование здания на Васильевском острове осуществляли совместно французский архитектор Ж. Б. М. Валлен-Деламот и представитель московской школы А. Ф. Кокоринов. Историк архитектуры В. К. Шуйский в 1990-х годах, на основе архивных изысканий, проведённых во Франции — в Ангулеме и Париже, убедительно доказал, что проектированием занимался один Валлен-Деламот, а строительство поручил Кокоринову.
Ж.-Б. Валлен-Деламот в 1750—1752 годах учился во Французской Академии в Риме, в 1759—1775 годах работал в России, в Петербургской Академии художеств преподавал архитектуру. До приезда в Санкт-Петербург Валлен-Деламот в 1753 году участвовал в конкурсе на создание ансамбля Площади Согласия в Париже. Принято считать, что Валлен-Деламот переработал проект «Академии Севера» (Académie du Nord), заказанный в 1756 году И. И. Шуваловым для Москвы Ж.-Ф. Блонделю Младшему. Однако в фасаде здания Академии в Петербурге очевидны аналогии с фасадами домов на Площади Согласия, построенных по итогам парижского конкурса Жак-Анж Габриэлем: «большой ордер», аркады первого этажа с «французским рустом», боковые ризалиты, идентичные портикам на Площади Согласия, вытянутые в высоту «французские окна». Однако в целом здание Академии художеств является примером архитектуры раннего русского, или екатерининского, классицизма, в котором проявились его французские источники. Центральная часть главного фасада и купольное завершение имеют сложные барочные очертания, что также характерно для раннего русского классицизма.
С 1780 года часть здания Академии, выходящую фасадом на реку Неву, завершал архитектор Ю. М. Фельтен. В 1785 году по идее Фельтена на куполе здания установили скульптурную группу «Минерва, коронующая искусства и науки» по модели скульптора И. П. Прокофьева. Богиня Минерва символизирует мудрость императрицы Екатерины II, покровительницы искусств, три «пути» у её ног олицетворяют «благородные художества» — живопись, ваяние, зодчество. Статуи на главном фасаде здания — Геркулеса и Флоры — также созданы скульптором Прокофьевым по античным образцам Геракла и Флоры Фарнезских из Неаполитанского музея. Их гипсовые слепки этих статуй находились в собрании Академии художеств.

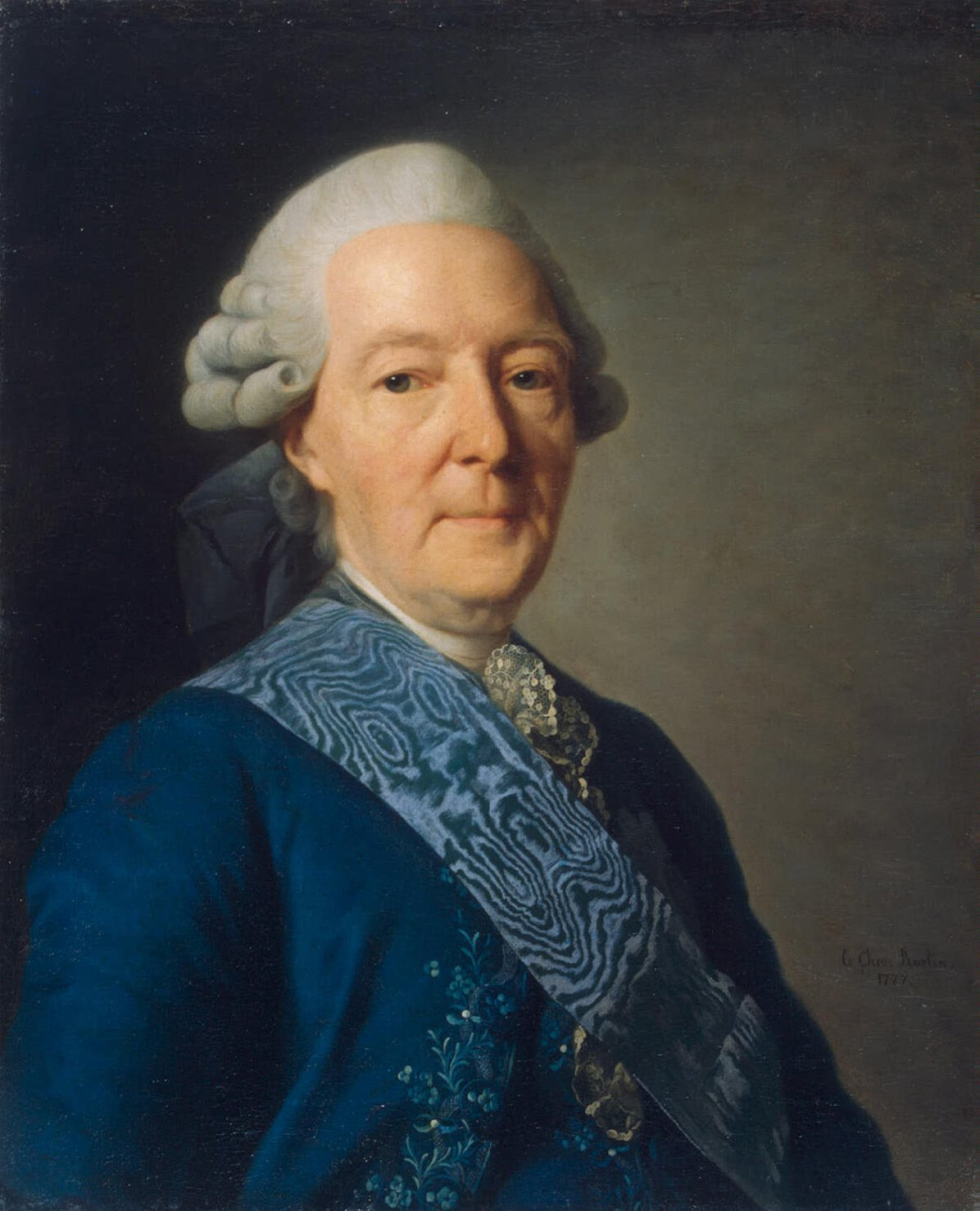
И. И. Бецкой — президент Академии художеств (1764—1794)

План здания петербургской Академии художеств образует прямоугольник размером 140 на 125 м, внутри имеется круглый двор с кольцеобразным внутренним корпусом («циркулем»). Внутри огромного двора диаметром 55 м можно мысленно поместить древнеримский Пантеон — круглое здание в плане с куполом диаметром 43,2 м. Купол Пантеона, самый большой в античном мире, всегда был мерой, из которой исходили архитекторы классицизма, и в данном случае эта мера также имеет символическое значение. Предполагалось, что через открытые двери вестибюля кареты могли въезжать прямо во двор академического «пантеона», на четырёх порталах которого имеются золотые надписи: архитектура, скульптура, живопись, воспитание. По воспоминаниям графа А. А. Безбородко, круглый двор Академии был придуман императрицей, дабы он напоминал учащимся величественный купол собора Св. Петра в Риме как символическую меру их будущих произведений.
Строительство здания Академии художеств шло с большими трудностями. В 1771 году из-за нехватки средств оно вообще приостановилось. Не выдержав многочисленных обвинений и чувствуя себя неудачником, в приступе меланхолии архитектор Кокоринов перерезал себе горло. В 1775 году уехал из России Валлен-Деламот. Постройка продолжалась до 1788 года; отделка интерьеров затянулась до 1817 года.
Курс обучения для художников всех специальностей делился на пять разрядов, или классов. Низшей, пятой ступенью обучения было рисование орнаментов и «оригинальных голов» (копирование «оригиналов»), в четвёртом разряде рисовали с «оригинальных фигур», в двух следующих, гипсовых, — с гипсовых голов и гипсовых фигур, после чего ученики допускались в первый, высший разряд — натурный класс. Два низших разряда составляли Воспитательное училище, три высших — собственно Академию художеств; с переходом в собственно Академию начиналась специализация по классам живописи, скульптуры и гравирования. Кроме этого, следуя в целом программам, принятым во всех учебных заведениях Европы, в Академии много внимания уделяли общеобразовательным предметам: географии, иностранным языкам, истории, мифологии, астрономии. В каждом разряде учились три года, поэтому и приём в Академию (точнее, в Воспитательное училище) осуществлялся раз в три года. В низший, пятый разряд принимались мальчики пяти-шестилетнего возраста. Таким образом полный курс обучение составлял пятнадцать лет (но бывали, конечно, отступления от этого порядка, обусловленные индивидуальными особенностями ученика); позднее, в начале XIX века, в училище поступали в восемь-девять лет, а срок обучения сократился до двенадцати лет.

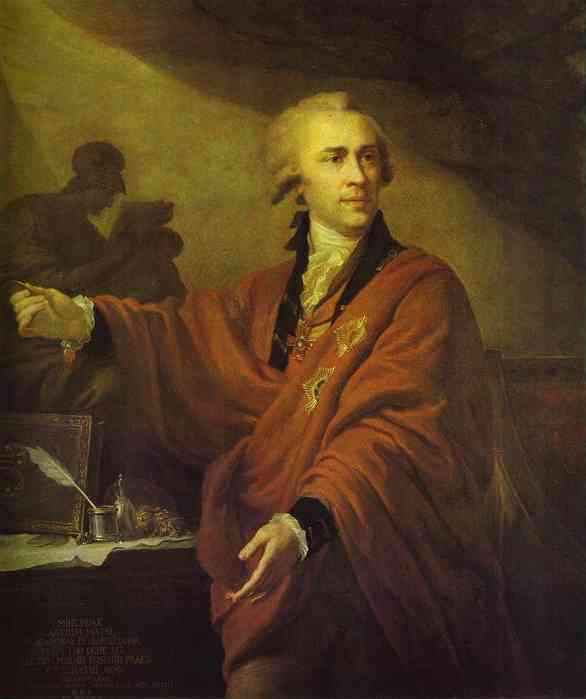
А. И. Мусин-Пушкин — президент Академии художеств (1794—1797)

Пока действовал Кокоринов (до 1772), силы академии развивались, но длинный период президентства И. И. Бецкого (1764—1794), сменившего И. И. Шувалова в 1763 году, был периодом весьма плохой администрации и упадка первых задатков академической деятельности.
В 1765 году были избраны первые академики из русских выпускников Академии (В. И. Баженов, Г. И. Козлов, Ф. С. Рокотов, К. И. Головачевский, И. С. Саблуков) и первые почётные любители искусств (граф Г. Г. Орлов, Н. И. Панин, князь А. М. Голицын, А. В. Олсуфьев, граф И. Г. Чернышёв и Г. Н. Теплов).

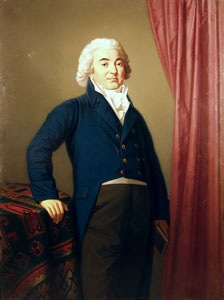
Огюст де Шуазель-Гуффье — президент Академии художеств (1797—1800)

В 1767 году были открыты классов ремёсел (литейно-чеканного, золотильного, индустриального и столярно-модельного). Произошло разделение классов искусств на отделы живописи, скульптуры и гравирования. Состоялся выпуск из 20-и учеников Академии. Семеро, из которых, получившие золотые медали за исполнение программы, были направлены на 3 года в Париж.
В 1791 году было выпущено Постановление по оставлению на содержании за счёт Академии наиболее талантливых учеников, окончивших курс.
После Бецкого третьим президентом Академии (1794—1797) был назначен А. И. Мусин-Пушкин.
Четвёртым президентом Академии (1797—1800) стал французский эмигрант Огюст де Шуазель-Гуффье. Сложность периода президентства Шуазель-Гуффье заключалась в том, что он не знал русского языка, в связи с чем все бумаги для него приходилось переводить на французский. Президентство можно охарактеризовать, как время явного предпочтения иностранцев перед отечественными художниками и мастерами. Оживление Академии приходится на короткий период назначения вице-президентом Академии В. И. Баженова с 26 февраля по 2 марта 1799 года.
В 1798 году при Академии было открыто рисовальное училище для вольноприходящих людей разного звания.

### Век академизма (1800—1893)
Иерархия жанров, введённая французской Академией, определяла приоритеты преподавания и в России — то есть главным считался исторический жанр. Учащиеся создавали картины на программы, сюжеты которых были взяты из достойных источников — таких произведений, как Библия, «Метаморфозы» Овидия, «Илиада» Гомера. Древнерусские полотна на раннем этапе классицизма базировались, главным образом, на трёх изданиях — «Синопсис, или Краткое описание от различных летописцев о начале славенскаго народа, о первых киевских князех и о житии… великого князя Владимира… и о его наследниках… до… царя… Феодора Алексиевича…» (5-е изд., 1762), «Древняя российская история…» Михаила Ломоносова (1766), «История российская…» Михаила Щербатова (1770—1771).

Характерная программа 1793 года:
Александр, чувствуя великую жажду, отказывается, однако, пить воду, принесённую ему в каске, сказав, что не довольно воды для всех его солдат, претерпевающих равную с ним жажду.

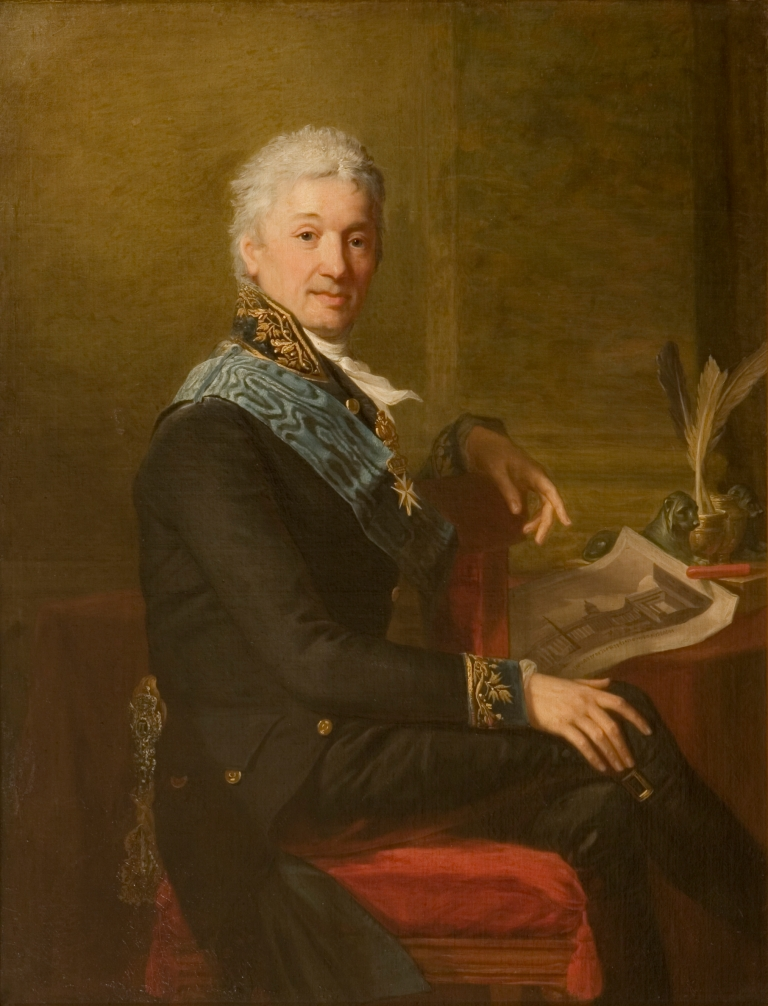
А. С. Строганов — президент Академии художеств (1800—1811)

#### Президентство А. С. Строганова (1800—1811)
В 1800 году академию возглавил богатый меценат А. С. Строганов, поднявший её на новый уровень. При нём появились медальерный и реставрационный классы, в качестве вольноприходящих слушателей в академию стали допускать крепостных. Подготовленные Строгановым в 1802 году распоряжения предусматривали коренную реформу академии, включая устройство картинной галереи и учреждение премий, но эти планы не осуществились, кроме разве только посылки молодых художников за границу.

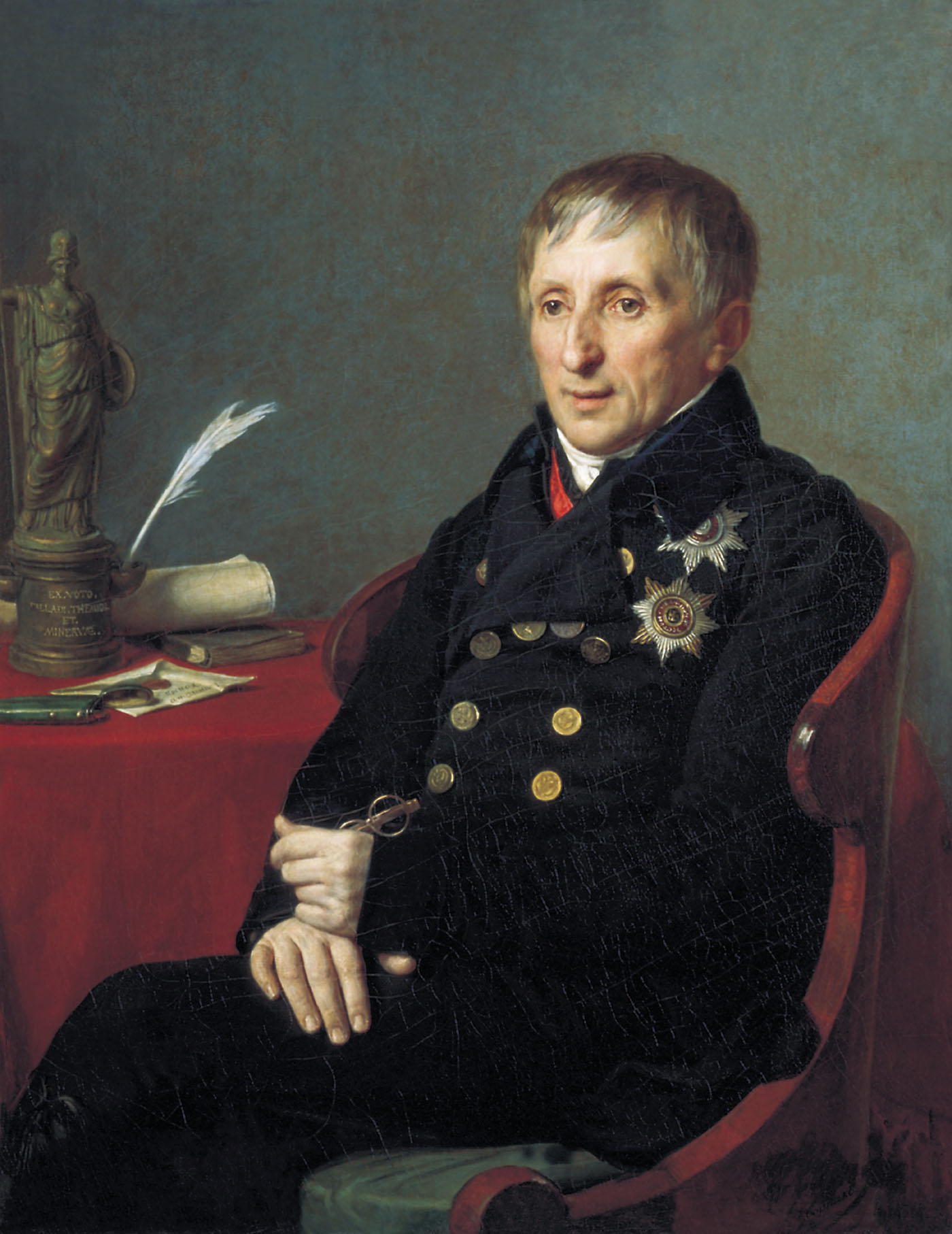
А. Н. Оленин — президент Академии художеств (1817—1843)

После смерти Строганова Академия художеств перешла под управление Министерства народного просвещения (1812—1817).

#### Президентство А. Н. Оленина (1817—1843)
21 апреля 1817 года президентом академии назначается А. Н. Оленин. Энергичный и настойчивый Оленин приступает к изучению расстроенного финансового состояния Академии. Для поправки дел Академии учреждается Временное Правление, главной задачей которого является «скорейшее устроение воспитательной, хозяйственной и строительной частей Академии». Скоро, «при Всемилостивейшем пособии, полученном от Царских щедрот», Академия расплатилась с долгами. Через министра народного просвещения князя А. Н. Голицына было исходатайстваны необходимые суммы на починки и перестройки здания Академии. В 1830-е годы Константин Тон занялся обновлением интерьеров и спроектировал новые пышные залы — Рафаэлевский и Тициановский. При Оленине учреждение становится бастионом эстетики академизма. Оленин управлял Академией 26 лет, до конца своих дней (1843).

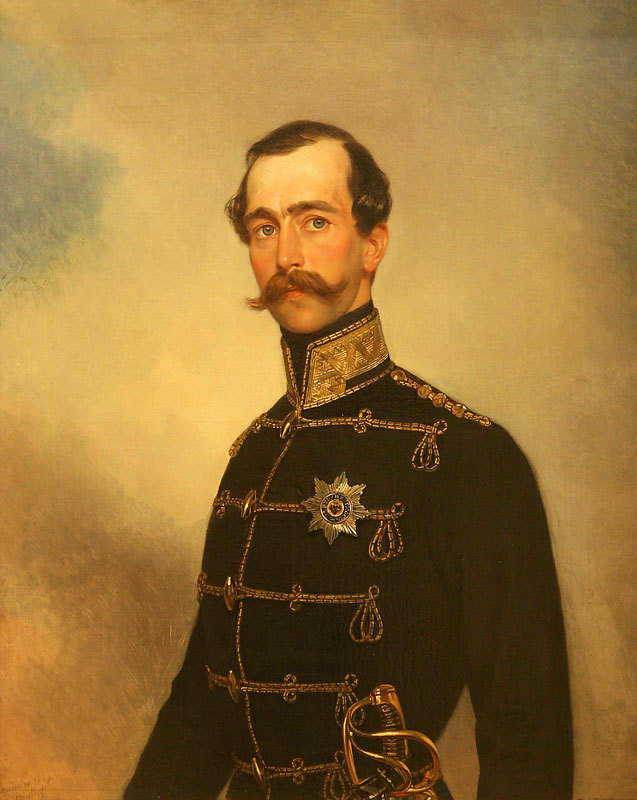
Максимилиан Лейхтенбергский — президент Академии художеств (1843—1852)

Финансовое положение академии упрочилось после её передачи в ведение министерства императорского двора. Увеличившиеся средства позволили более регулярно отправлять пансионеров за границу, где (в Риме) было устроено попечительство для них. Воспитательное училище было закрыто в 1843 году.

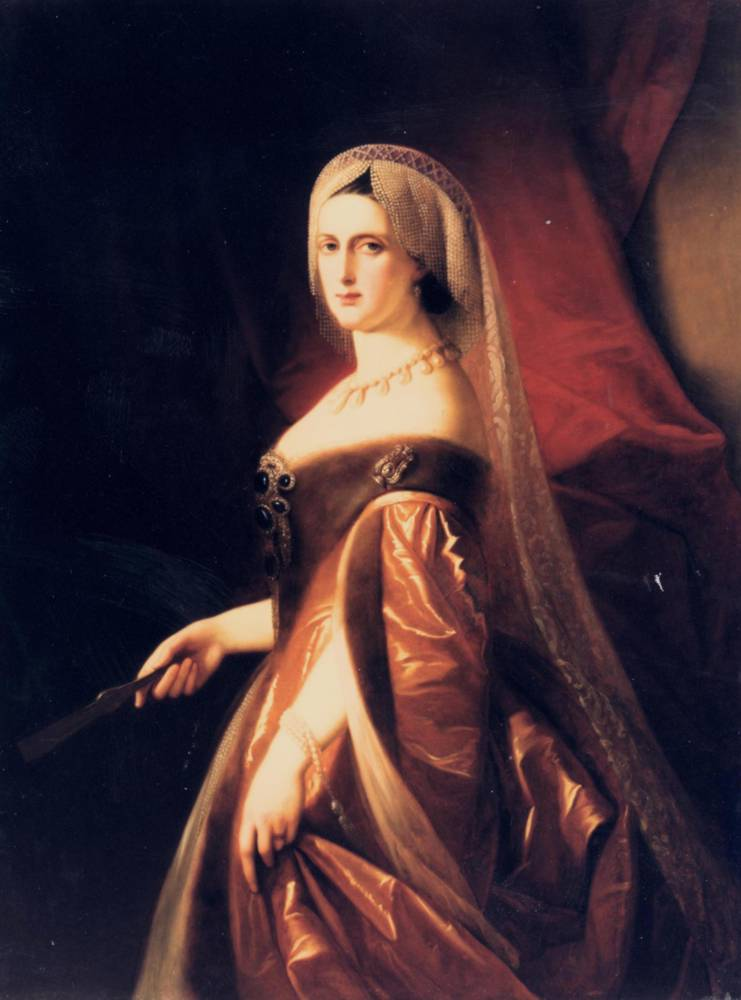
Великая княгиня Мария Николаевна — президент Академии художеств (1852—1876)

После смерти Оленина для Академии наступает новый период её жизни, в котором она управляется Особами императорской фамилии.

#### Президентство герцога Максимилиана Лейхтенбергского (1843—1852)
19 апреля 1843 года президентом Академии назначается герцог Максимилиан Лейхтенбергский. В связи с необходимостью частых отлучек президента по военной службе обязанности президента с июня 1843 года фактически вёл вице-президент Академии Ф. П. Толстой. Крупным событием этого времени явилось открытие при Академии мозаичного заведения. В этот период помимо Московской художественной школы (1843) открываются частные рисовальные школы в Саранске (1847), Киеве (1850) и Варшаве (1852).

#### Президентство Великой княгини Марии Николаевны (1852—1876)
После смерти герцога Лейхтенбергского (1852) президентом Академии становится Великая княгиня Мария Николаевна.
В период президентства Марии Николаевны в Академии художеств были начаты значительные преобразования. Вице-президентом Академии назначается Князь Гагарин, а конференц-секретарём Ф. Ф. Львов. Убеждения и взгляды князя Гагарина на академическое образование шли совершенно вразрез с существующими в то время порядками. Гагарин желал изменения академического устава: писал об этом, говорил при дворе: великая княгиня Мария Николаевна разделяла его образ мыслей. Познакомившись со Львовым, секретарём Общества поощрения художеств князь Гагарин поручил ему составить проект нового устава Академии художеств. Новый устав был Высочайше утверждён (1860) и прислан в Академию для руководства. Условия, на которых предполагалось возобновить Академию были приняты всеми старыми членами Академии весьма недружелюбно. Князь Гагарин был убеждён, что для пользы искусства нужно удалить из Академии всех прежних профессоров и устроить отдельные мастерские, по примеру французской Академии изящных искусств, где каждый профессор имеет свою мастерскую и принимает в ней учеников. Новый устав был прочтён в собрании Совета и был принят к исполнению.
Новым Уставом 30 августа (9 сентября) 1859 года изменено преподавание наук сообразно двум отделениям академии: одно по живописи и скульптуре, другое по архитектуре. Общие науки, на которые до тех пор обращалось мало внимания, заняли видное место в обоих отделениях. Для архитекторов введено преподавание математики, физики и химии. Также было установлено три степени звания классных художников . Выпускники получавшие большую золотую медаль  стали приобретать вместе со званием классного художника 1-й степени чин Х класса и право быть посланным за границу.
В новом уставе вводилось чтение лекций и обязательное посещение классов учениками Академии. Введение учебного научного курса было принято учениками с большим удовольствием. Некоторые лекции посещались огромными массами слушателей… печатались записки лекций и раздавались бесплатно. … При князе Гагарине был начат ремонт огромного здания Академии. Гагарин видел в необходимости переделать здание не столько насущную потребность, сколько возможность осуществить свою давнишнюю идею: сделать из Академии нечто другое, что то, чем она не была до этого времени. … Гагариным были организованы платные выставки произведений молодых художников и редких произведений, для обеспечения источника доходов для пособий учащимся Академии. При Гагарине был приведён в порядок музей Академии художеств (составлен каталог музея, отделена русская школа по всем отраслям искусства от иностранных произведений, копии отделены от оригиналов, в скульптурном отделе античные статуи классифицированы по векам). Художники и любители искусств получили возможность во всякое время пользоваться музеем.

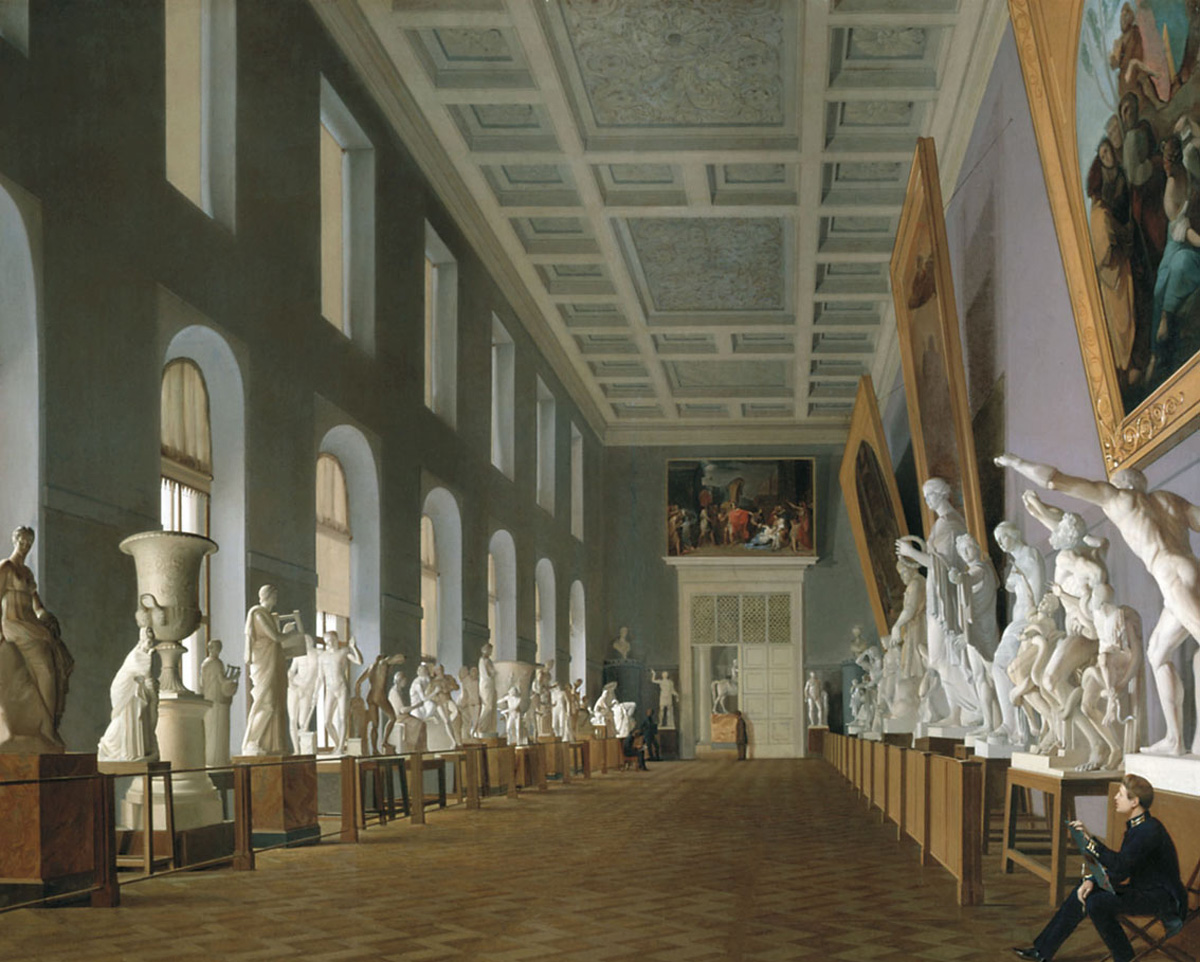
Вторая античная галерея (1836)

В 1859 году Академия превратилась в открытое заведение, был разрешён доступ вольнослушателям, было обращено особое внимание на прохождение курса наук. Впрочем, метод преподавания остался прежний, схоластический, ложноклассический: те же аллегории, то же рабское изучение антиков, трактование библейских сюжетов в стиле Ренессанса. В начале 1860-х гг. в Академии появилась плеяда молодых талантов, которые стали работать в духе народного, реального направления, уже обнаружившегося в то время в литературе. Ho Академия по-прежнему не признавала работ, исполненных в современном духе.
В 1863 году Совет Академии обсуждает вопрос «о надзоре за сохранением в церквях, казённых и общественных зданиях художественных произведений». В числе поданных материалов записка заслуженного профессора Басина, указывающая на утеснение русских художников иностранцами «приглашаемыми отчасти нашими русскими патриотами, блуждающими по Европе», что имело следствием утверждение Советом в октябре 1863 года «проекта представления Министру Императорского Двора о том, чтобы иностранных художников, приезжающих в Россию, не признавать ни профессорами, ни академиками, ни художниками».
Отступление от догм академизма началось в России с т. н. «бунта четырнадцати». 9 ноября 1863 года 14 самых выдающихся учеников императорской Академии художеств, допущенных до соревнования за первую золотую медаль обратились в Совет Академии с просьбой «о дозволении свободно выбирать сюжеты тем, которые сего пожелают, помимо заданных тем» (в 1863 году — написание картины по заданному сюжету из скандинавской мифологии «Пир бога Одина в Валгалле»). На отказ Совета все 14 человек демонстративно покинули Академию и организовали «Художественную Артель», которая позже (в 1870) была преобразована в «Товарищество передвижных художественных выставок». Товарищество ежегодно устраивало выставки, имевшие огромный успех. Эти «передвижники» скоро приобрели симпатии общества, в то время как престиж Академии стал быстро падать. Сложившаяся ситуация привела к реформированию Академии, произошедшему в 1893 году .

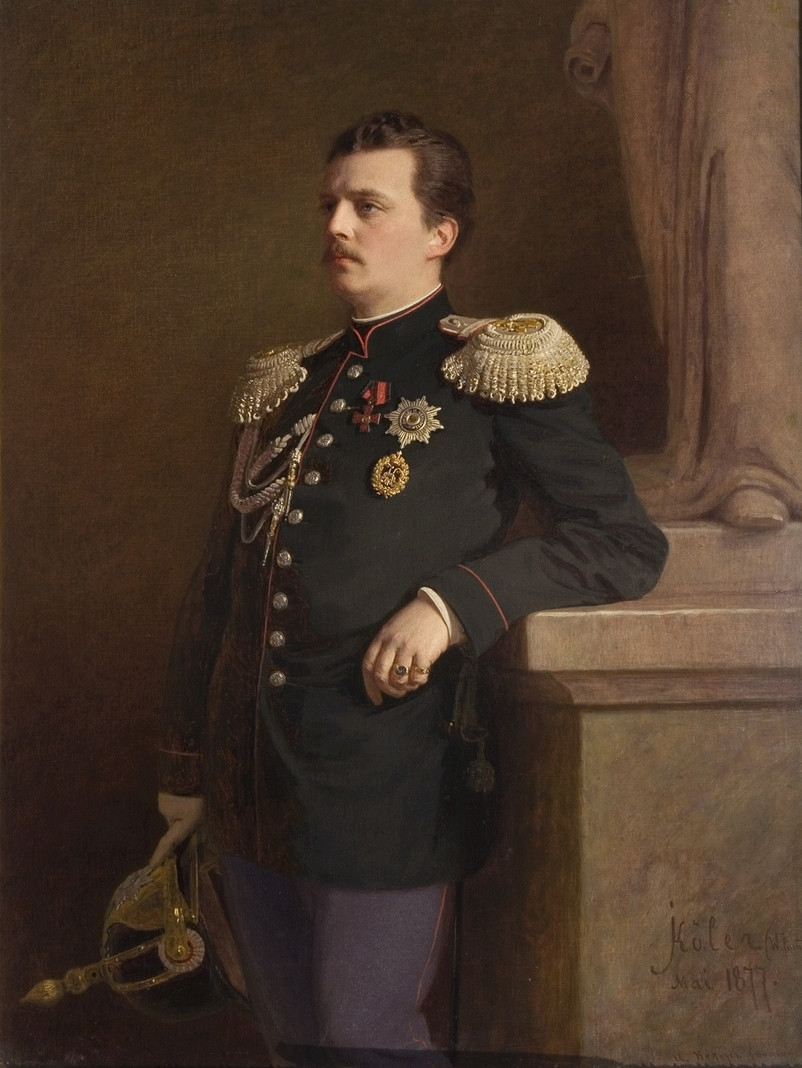
Великий князь Владимир Александрович — президент Академии художеств (1876—1909)

В 1870-е профессор П. П. Чистяков создал условия для воспитания нового поколения блестящих художников. Среди его учеников — такие крупные имена, как В. И. Суриков, В. М. Васнецов, В. А. Серов, В. Д. Поленов, М. А. Врубель.

#### Президентство Великого князя Владимира Александровича (1876—1909)
После смерти Великой княгини Марии Николаевны (1876) президентом Академии становится Великий князь Владимир Александрович. Время его президентства составляет наиболее славную эпоху в жизни и истории Императорской Академии художеств. Новый президент Академии прилагает много усилий для ознакомления Европы с русским искусством. По его настоянию Академия организует русский отдел на Парижской международной выставке, где выставляются не только произведения искусств от членов академии, но и значительные вещи из частных галерей Третьякова и Солдатёнкова.
С 1883 года Академия приступила к широкомасштабным работам по устройству провинциальных музеев и передаче им произведений искусства. Так, только в 1884—1885 годах в Ригу, Саратов, Вильню, Одессу, Харьков и другие города было передано более полутораста картин, скульптур и рисунков из Музея Академии. По свидетельству современников, с президентством Великого князя Владимира Александровича «навсегда останутся связанными три крупных факта в истории русского искусства:
1. введение нового Устава Академии художеств 1893 года и связанная с ним коренная реформа Академии;
2. поддержка провинциальных художественных школ;
3. основание Русского музея имени Императора Александра III в Санкт-Петербурге».

### Академия художеств (1893—1917)
В последнем уставе Императорской Академии художеств, утверждённом в 1893 году, было записано:
1. Императорская Академия художеств есть высшее художественное учреждение для поддержания, развития и распространения искусства в России.
2. Академия художеств содействует всеми доступными ей средствами подъёму и развитию искусства и обязана наблюдать за делом художественного образования и воспитания в России.

Таким образом был подтверждён государственный статус всей деятельности Академии художеств.

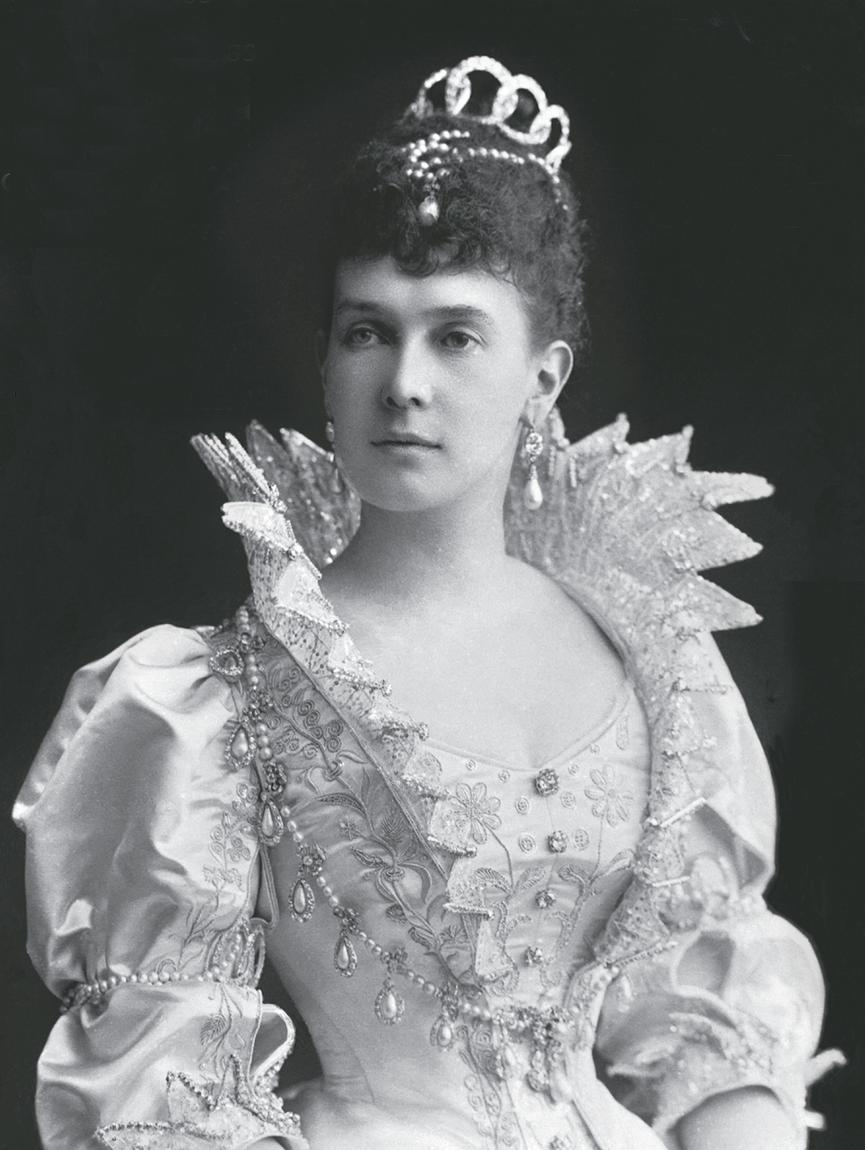
Великая княгиня Мария Павловна — президент Академии художеств (1909—1917)

По Уставу 1893 года произошло разделение Императорской Академии художеств на собственно Академию художеств, которая ведала всем художественным делом в Российской империи и Высшее художественное училище, занимавшегося только учебным делом.
Академия художеств управлялась «Собранием» действительных членов с президентом и вице-президентом во главе, а Высшее художественное училище — Советом из профессоров с ректором во главе.
В 1897 году при Академии начали действовать Педагогические курсы, главной задачей которых являлось подготовка опытного преподавательского персонала в области графических искусств для средних учебных заведений.
17 марта 1900 года в здании Императорской Академии художеств произошёл сильнейший пожар. Коллекция живописи и музейные собрания не пострадали, однако помещениям был нанесён сильный урон. Пожар повредил не только помещения в здании, но и знаменитую статую Минервы — покровительницы ремёсел и искусств — на куполе Академии.

#### Президентство Великой княгини Марии Павловны (1909—1917)
После смерти Великого князя Владимира Александровича (1909) президентом Академии становится Великая княгиня Мария Павловна.
Деятельность Императорской Академии художеств продолжалась до Октябрьской революции 1917 года. Открывались художественные школы, учреждались общества художников, а преподавание живописи сделалось предметом, входящим в программу общего образования.

## Звания Императорской Академии художеств
В начальные годы деятельности Академии выпускники Архитектурного отделения получали звания художников архитектуры. Воспитанники, удостоенные за работы малой серебряной медали (2-й степени), получали звание неклассного или свободного художника, что не давало права на классный чин при поступлении на государственную службу.
Классные художники:
- большая серебряная медаль (1-й степени) давала право на получение звания классного художника 3-й степени,
- обладателям малой золотой медали (2-й степени) присваивалось звание классного художника 2-й степени,
- большая золотая медаль (1-й степени) давала выпускнику Академии звание классного художника 1-й степени.

При этом получить медали, а вместе с ними и звания, могли зодчие, не учившиеся в Академии. Выпускники, получившие большую золотую медаль, заслуживали, как правило, право на совершение пенсионерской поездки за границу, в ходе которой они изучали памятники архитектуры и готовили проекты на получение звания академика. Во второй четверти XIX века решением Совета Академии присваивалось промежуточное звание — назначенный в академики.
Выдающимся российским художникам, получившим образование за пределами академии, могло быть присвоено почётное звание вольного общника.
Высшие звания, присваиваемые Академией художеств:
- звание «назначенного (в академики)», позволяющее художнику выполнить произведение на заданную Советом Академии художеств тему для получение звания академика;
- звание «академика», которое «назначенный» мог быть удостоен, создав конкурсное произведение на звание академика и получив одобрение этого произведения от Совета Академии;
- академик мог претендовать на звания адъюнкт-профессора, и, в дальнейшем, звания профессора Академии художеств, создав произведение на звание профессора, на тему заданную Советом Академии художеств.

В 1885 году была введена новая система получения званий: всем выпускникам Архитектурного отделения присваивалось звание художника-архитектора. Статус звания академика был существенно повышен: с тех пор оно стало присуждаться лишь за выдающиеся работы.

## Награды Императорской Академии художеств

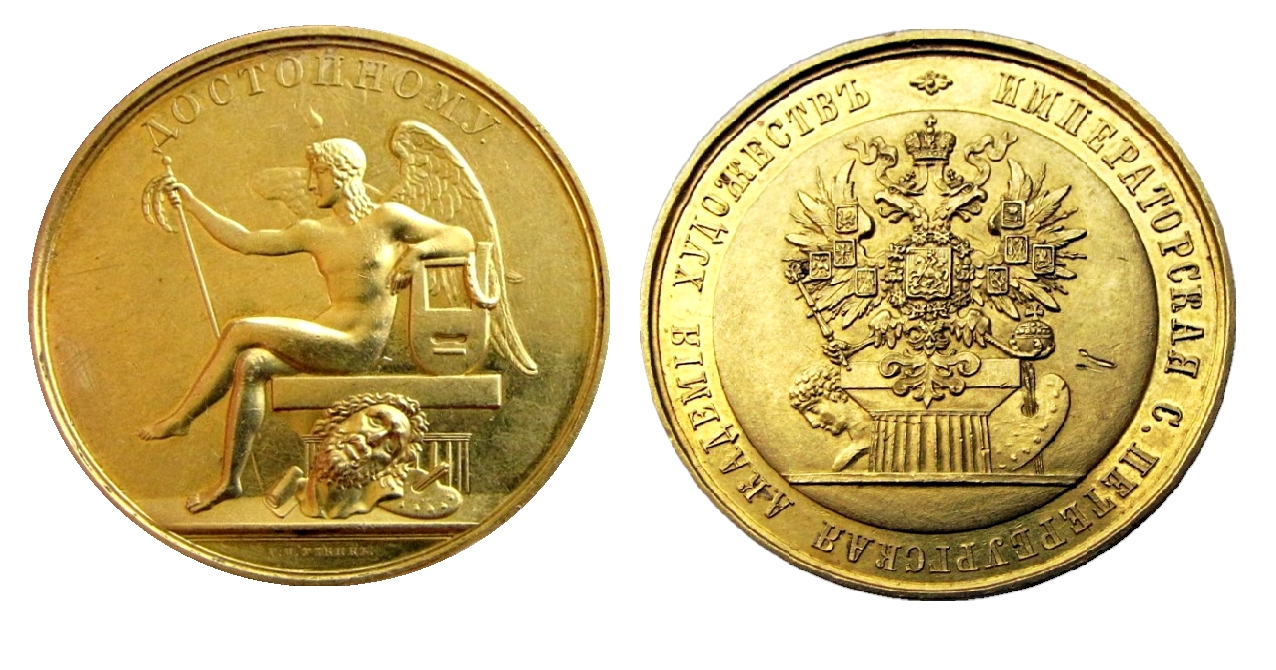
Большая золотая медаль (первого достоинства) Императорской Академии художеств

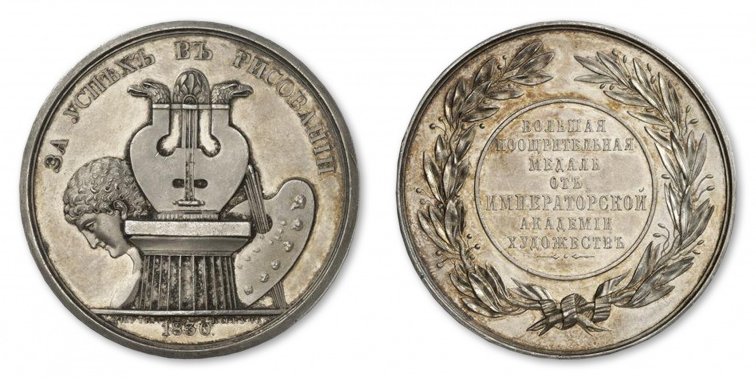
Большая серебряная медаль (первого достоинства) Императорской Академии художеств

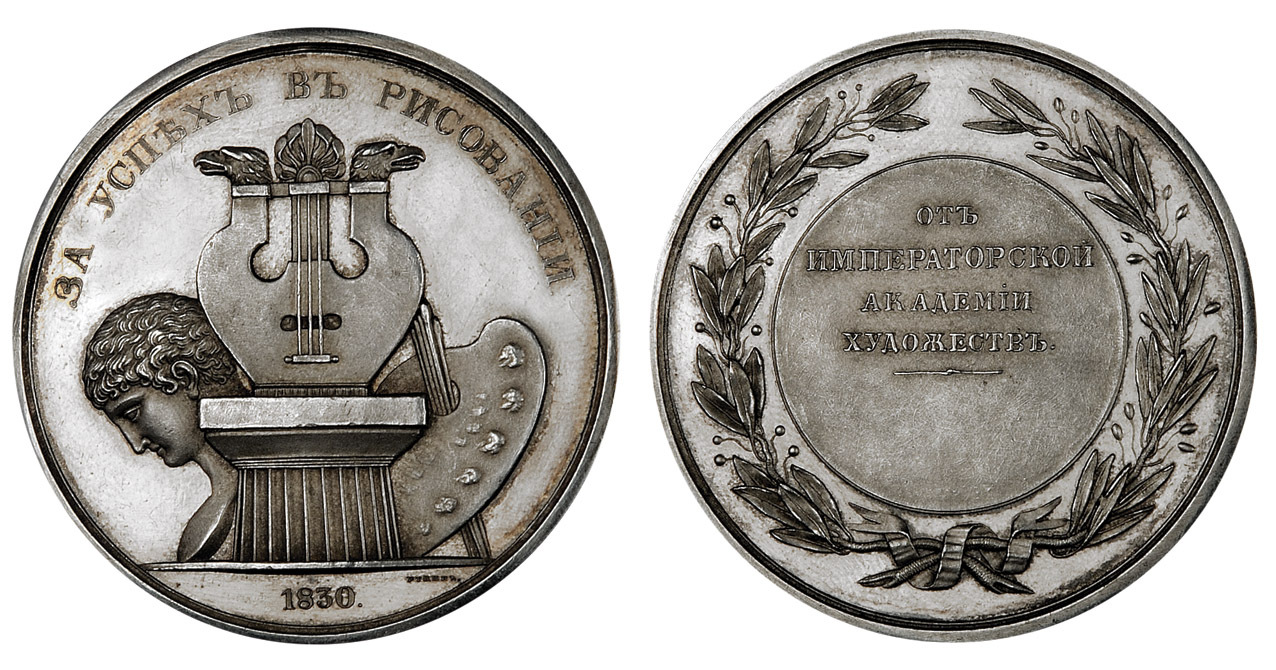
Малая серебряная медаль (второго достоинства) Императорской Академии художеств

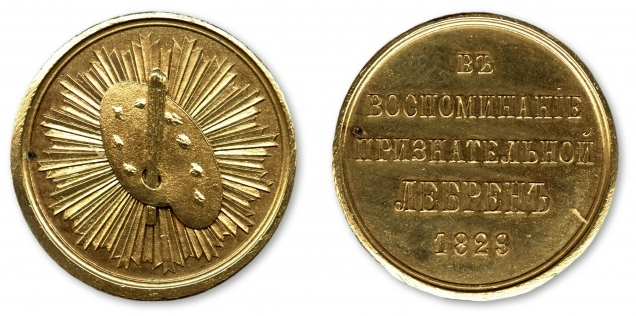
Золотая медаль имени Виже-Лебрен

Награды, присуждавшиеся Учёным советом Императорской Академии художеств, возникли вначале как поощрения за успехи в учёбе. В Императорской академии художеств принцип стимулирования учебных успехов заключался не в штрафах и наказаниях (отчисления вообще являлись редчайшим исключением, и то, за «безобразия в поведении»), а в разнообразных формах поощрения.
4 октября 1830 года были учреждены медали Императорской Академии художеств: серебряная первого достоинства (большая поощрительная) и серебряная второго достоинства (малая поощрительная), присуждающиеся три раза в год на «третных» экзаменах (учебный год делился на три части, «Трети»). Серебряные медали присуждались, главным образом, за рисунок, считавшийся высшим показателем профессионального уровня.

### Большая золотая медаль Императорской Академии художеств
Наивысшей наградой для учащихся Академии была большая золотая медаль (золотая медаль первого достоинства) за «программу» — дипломную работу. Программой она называлась потому, что Совет Академии с целью проверки профессиональных знаний, полученных во время учёбы, задавал выпускникам программу (творческое задание), одну для всех, утверждённую Учёным Советом Академии: исполнение картины на заданный сюжет чаще всего из русской истории или на библейскую либо мифологическую темы. Желавшие участвовать в конкурсе предоставляли эскизы на рассмотрение Совета Академии. Тем, чьи работы получали одобрение, Академия на год предоставляла повышенную стипендию и отдельную мастерскую в своём здании; они назывались «программистами» или «конкурсантами». Сразу после объявления темы (программы) конкурсантов на сутки запирали в изолированных мастерских, где они за 24 часа должны были придумать сюжет и нарисовать эскиз будущей картины. Эскиз утверждался Советом Академии и не подлежал изменению.
Присуждение большой золотой медали давало право награждённым на заграничное пенсионерство — поездку от трёх до шести лет за границу для усовершенствования за счёт Академии художеств, причём содержание выделялось достаточно щедрое. Конкуренты, получившие большую золотую медаль, оставались в Академии ещё на год; им предоставлялась отдельная мастерская, материалы для работы и щедрое денежное содержание.
В число «конкурирующим на большую золотую медаль» допускались не все оканчивающие учебный курс. Традиционно к конкурсу на большую золотую медаль Академии художеств допускались только самые талантливые выпускники Академии, награждённые к началу конкурса малой золотой медалью Академии «За успех в рисовании».
К столетнему юбилею утверждения устава Академии Екатериной II Совет Академии принял решение об изменении правил проведения конкурса. По новым правилам претендентам разрешалось лишь один раз участвовать в конкурсе, учащиеся по классу жанровой живописи должны были участвовать одновременно с учащимися по классу исторической живописи, причём историческим живописцам не было предоставлено право на свободное избрание сюжета картины. Взамен обязательного сюжета конкурсантам предписывалось изобразить какое-либо чувство (грусть, тоска по отчизне и проч.) на заданную общую тему. Со стороны академического начальства это был серьёзный шаг к объединению исторической и имевшей к тому времени больший успех у публики жанровой живописи.
Как правило, в год присуждалась одна, редко — две золотые медали. Однако руководство Академии отнюдь не подходило к этому вопросу бюрократически. Нашумевшим примером было присуждение (1871) пяти золотых медалей за программу «Христос воскрешает дочь Иаира» всем 5-и конкурентам, среди которых были И. Е. Репин и В. Д. Поленов.

#### Награждённые большой золотой медалью
За время существования Императорской Академии художеств золотые медали получили многие выпускники Императорской Академии художеств. Среди них
художники: И. К. Айвазовский (1837), И. А. Акимов (1773), Д. И. Антонелли (1812), И. Л. Аскназий (1879), С. В. Бакалович (1881), П. В. Басин (1818), М. А. Беркос (1888), А. П. Боголюбов (1853), А. С. Богомолов-Романович (1857), М. И. Бочаров (1858), Ф. А. Бронников (1853), К. П. Брюллов (1821), Ф. П. Брюллов (1815), А. Г. Варнек (1802), М. Н. Васильев (1857), Я. А. Васильев (1810), С. И. Васильковский (1885), И. А. Вельц (1891), Б. Б. Вениг (1862), К. Б. Вениг (1853), В. П. Верещагин (1863), Л. Р. Веселовский (1879), А. Б. Виллевальде (1883), Б. П. Виллевальде (1842), И. А. Воинов (1812), М. Ф. Воинов (1782), А. И. Волков (1782), С. М. Воробьёв (1838), Н. Н. Ге (1857), Е. В. Годун (1857), Я. С. Гольдблат (1888), А. Г. Горавский (1854), Ф. А. Горецкий (1849), К. Н. Горский (1881), К. В. Григорович (1848), П. Н. Грузинский (1862), К. Ф. Гун (1861), И. Г. Давыдов (1853), У. Э. Дюккер (1862), А. С. Егорнов (1888), И. Е. Ефимов-Крюков (1850), А. О. Жданов (1794), П. П. Заболотский (1865), Ф. С. Завьялов (1836), А. А. Зауервейд (1841), М. М. Зеленский (1871), А. А. Иванов (1827), А. И. Иванов (1797), П. А. Иванов (1797), П. П. Иков (1860), И. А. Кабанов (1853), Я. Ф. Капков (1845), А. Е. Карнеев (1860), Е. М. Корнеев (1800), И. П. Келлер (1857), А. Д. Кившенко (1877), О. А. Кипренский (1805), А. А. Киселёв (1885), М. К. Клодт (1858), М. П. Клодт (1861), П. О. Ковалевский (1871), А. Е. Коцебу (1844), А. Е. Крачковский (1879), К. Я. Крыжицкий (1884), И. Е. Крюков (1850), И. С. Ксенофонтов (1852), А. Я. Кухаревский (1834), Л. Ф. Лагорио (1850), И. И. Ланской (1884), Г. И. Лапченко (1829), М. И. Лебедев (1833), Н. Д. Лосев (1883), И. В. Лучанинов (1812), В. В. Мазуровский (1888), Е. К. Макаров (1871), В. Н. Максутов (1853), А. Т. Марков (1830), Д. Н. Мартынов (1857), Ф. М. Матвеев (1779), Е. Е. Мейер (1845), К. Ф. Мельников (1785), А. И. Мещерский (1859), Г. К. Михайлов (1842), Ф. А. Моллер (1837), В. И. Мошков (1812), Г. Г. Мясоедов (1862), А. Н. Новоскольцев (1881), А. В. Нотбек (1827), В. Д. Орловский (1867), В. Г. Перов (1867), И. Я. Пескорский (1778), П. С. Петровский (1839), И. М. Пискунов (1779), В. Д. Поленов (1871), А. А. Попов (1879), А. Н. Попов (1887), А. А. Попов (1860), И. Ф. Порфиров (1891), C. H. Растворовский (1884), И. П. Раулов (1854), К. Я. Рейхель (1809), И. Е. Репин (1871), А. А. Риццони (1861), П. А. Риццони (1847), В. Я. Родчев (1788), В. Е. Савинский (1882), В. К. Сазонов (1813), Н. С. Самокиш (1885), В. Д. Сверчков (1855), Г. С. Седов (1866), И. Ф. Селезнёв (1882), Г. И. Семирадский (1870), В. С. Смирнов (1883), П. И. Соколов (1772), П. И. Солдаткин (1856), Ф. Г. Солнцев (1827), Е. С. Сорокин (1849), П. С. Сорокин (1854), Л. В. Страшинский (1855), В. П. Суханов (1812), С. В. Сухово-Кобылина (1854), П. А. Суходольский (1864), М. И. Теребенёв (1815), О. И. Тимашевский (1851), Н. И. Тихобразов (1845), М. С. Ткаченко (1887), И. П. Трутнев (1858), А. В. Тыранов (1830), Е. Ф. Урлауб (1871), Д. М. Ушаков (1863), К. Н. Филиппов (1858), К. Д. Флавицкий (1855), Л. Х. Фрикке (1839), А. А. Харламов (1868), Станислав Хлебовский (1859), Н. Г. Чернецов (1830), А. Ф. Чернышёв (1830), П. П. Чистяков (1861), П. М. Шамшин (1836), А. И. Шарлемань (1855), И. И. Шишкин (1860), В. И. Штернберг (1838), С. Ф. Щедрин (1811), М. С. Эрасси (1852), В. И. Якоби (1861);
скульпторы и медальеры: В. А. Беклемишев (1887), А. Р. Бок (1857), П. А. Велионский (1877), С. И. Гальберг (1808), В. И. Демут-Малиновский (1800 и 1802), А. А. Есаков (1810), Г. Р. Залеман (1884), Г. Т. Замараев (1779), А. А. Иванов (1839), И. З. Кащенко (1805), М. И. Козловский (1773), М. Г. Крылов (1809), Н. А. Лаверецкий (1860), А. В. Логановский (1836), М. О. Микешин (1858), Я. А. Москвин (1782), Н. С. Пименов (1836), С. С. Пименов (1803), Н. А. Рамазанов (1839), П. В. Свинцов (1812), П. П. Соколов (1785), П. А. Ставассер (1839), С. М. Теглев (1794), И. И. Теребенёв (1800), Н. А. Токарев (1815), П. П. Уткин (1829), М. А. Чижов (1867), Н. В. Штром (1855), Ф. И. Шубин (1766), Ф. Ф. Щедрин (1772);
архитекторы: А. М. Байков (1812), Н. П. Басин (1868), Е-К. Р. Бах (1889), А-К. А. Бейне  (1839), Л. Н. Бенуа (1879), Н. Л. Бенуа (1836), М. Г. Березин (1778), В. Н. Бобров (1890), Ф. О. Богданович (1885), Ю. Ф. Бруни (1867), Н. Ф. Брюллов (1850), А. Н. Векшинский  (1886), А. Л. Витберг (1809), Ф. И. Волков (1772), В. А. Гартман (1861), В. А. Глинка (1812), И. Г. Гомзин (1807), Г. Д. Гримм (1890), Д. И. Гримм (1848), Л. В. Даль (1859), И. И. Дитрих (1884), А. Т. Дурнов (1830), Д. Е. Ефимов (1833), Н. Е. Ефимов (1821), Э. И. Жибер (1849), А. Д. Захаров (1782), С. А. Иванов (1843), Д. М. Калашников (1805), В. А. Кенель (1860), М. П. Кисельников (1778), К. К. Кольман (1857), В. А. Коссов (1866), Г. И. Котов (1882), А. И. Кракау (1839), А. С. Кудинов (1836), Р. И. Кузьмин (1833), С. Н. Лазарев-Станищев (1887), Н. И. Мартос (1807), А. И. Мельников (1807), М. Е. Месмахер (1866), А. А. Михайлов (1794), Н. В. Набоков (1862), А. С. Никитин (1833), П. К. Нотбек (1849), М. Т. Панафидин (1854), А. А. Парланд (1871), Л. Л. Петерсон (1867), А.-В. Ф. Петцольд (1847), А. Н. Померанцев (1877), А. П. Попов (1860), К. Г. Прейс (1877), М. Т. Преображенский (1878), А. C. Протопопов (1805), К. К. Рахау (1857), А. И. Резанов (1839), Д. А. Резанов (1879), Ф. Ф. Рихтер (1833), И. П. Ропет-Петров (1871), А. К. Росси (1842), С. У. Соловьёв (1883), И. А. Стефаниц (1873), В. И. Сычугов (1863), М. А. Томаринский (1836), К. А. Тон (1818), И. Г. Торов (1894), А. Г. Трамбицкий (1883), Л. Я. Урлауб (1875), Ф. Д. Хлобощин (1870), Ф. И. Чагин (1881), И. Д. Черник (1834), Стефан Шиллер (1881), Р. Г. Шмелинг (1868), Л. Ф. Шперер (1862), К. К. Штельб (1850), А. А. Щедрин (1858), М. А. Щурупов (1837), Ф. Ф. Эльсон (1810), Ф. И. Эппингер (1839);
гравёры: Ф. И. Иордан (1827), А. А. Пищалкин (1839), Г. И. Скородумов (1772), Е. О. Скотников (1805), Н. И. Уткин (1802).
См. также категорию: Награждённые большой золотой медалью Императорской Академии художеств

### Частные награды Академии художеств
Наряду с государственными наградами и пенсиями в Академии художеств действовала система частных денежных премий, наград, именных медалей и стипендий (золотые медали: имени А. Ф. Ржевской, имени Лебрен, имени А. А. Иванова):
- Золотая медаль имени А. Ф. Ржевской, учреждённая 29 января 1771 года. Медаль присуждалась за работу по заданию Академического совета: для живописцев — голова красками в натуральную величину, для скульпторов — круглая голова в натуральную величину.
- Золотая медаль имени художницы Виже-Лебрен, учреждённая 18 марта 1843 года. Французская художница, почётная вольная общница Императорской Академии художеств, французская подданная Элизабет Виже-Лебрен учредила, и по смерти завещала по 100 франков ежегодно, на чеканку золотой премиальной медали «за экспрессию», которой награждался один из учеников Академии художеств по классу живописи: Адриан Волков (1861), Михаил Брянский (1868), Владимир Маковский (1869), Фёдор Бронников (1870), Матвей Чижов (1875), Иван Космин (1916).
- Золотая медаль имени художника А. А. Иванова, учреждённая в 1906 году коллежским асессором А. С. Раевским в ознаменование столетия со дня рождения художника А. А. Иванова, имела на лицевой стороне изображение атрибутов крестных страданий Спасителя: крест, на нём терновый венец, по бокам копьё и трость с надетой на неё губкой; вокруг надпись «Явление Христа народу». На оборотной стороне надпись «Иванов», наискось положены на неё пальмовые ветки. Медаль присуждалась не только «ученикам Высшего художественного училища при Императорской Академии художеств, но и вольнослушателям за отличающийся безукоризненной правильностью рисунка и живостью красок этюд человеческой фигуры под открытым небом (безразлично — одетой или обнажённой, целой или бюстом, любого размера)».

Императорская Академия художеств отмечала не только успехи учащихся, но и достижения своих выпускников, завоевавших признание и славу. Помимо конкретных случаев (как, например, празднование прибытия в Санкт-Петербург картины Брюллова «Гибель Помпеи»), было принято отмечать медалями 50-летние юбилеи со дня окончания учёбы в Академии (50-летие творческой деятельности). Таких юбилеев удостоились И. К. Айвазовский, А. П. Боголюбов, А. П. Брюллов, Ф. И. Иордан, Ф. Г. Солнцев, Ф. П. Толстой, К. А. Тон, Н. И. Уткин, П. М. Шамшин и другие. На юбилейном праздновании всем участникам вручались бронзовые медали с изображением юбиляра, а ему самому — такая же медаль из золота с надписью «В память пятидесятилетнего служения Царю, отечеству и искусствам». Как правило, учреждалась именная юбилейная стипендия для студента, наиболее успешно работающего на том поприще, на котором достиг заслуг сам юбиляр.

## Преобразования после Октябрьской революции
14 марта 1917 года комиссар Временного правительства по учреждениям бывшего Министерства императорского двора Ф. А. Головин известил собрание членов Академии и Совета профессоров Высшего художественного училища о том, что вел. княгиня Мария Павловна как лицо принадлежащее к династии, не может быть президентом Академии художеств, но «при новом строе полезная деятельность Академии будет продолжаться». Вместо Императорской она стала называться Петербургской. В конце апреля вице-президентом Академии (на правах президента) стал комиссар Временного правительства академик архитектуры А. И. Таманов, а к лету избранная Академией комиссия подготовила проект её реформирования. Предполагалось разделение Академии художеств на три части: собственно Академию (в статусе научно-художественного учреждения), Высшее художественное училище и провинциальные художественные школы. По проекту классы Училища ликвидировались, а вместо них вводились основные (профилирующие) и вспомогательные мастерские. Основные мастерские должны были возглавляться профессорами-руководителями и были рассчитаны на срок обучения от 3 до 5 лет. Вспомогательные предполагались для изучения ряда художественных предметов и истории искусства. Однако ни к началу учебного года, ни в первые месяцы после Октябрьской революции реформирование Академии в практическое русло не перешло.
12 апреля 1918 года декретом Совнаркома Академия художеств была упразднена, фонды академического музея определялись к передаче в Русский музей, Высшее художественное училище при Академии подлежало реорганизации; 10 октября 1918 года состоялось открытие реформированного Училища, получившего название Петроградских государственных свободных художественно-учебных мастерских (ПГСХУМ).
- В 1921 году переименованы в Петроградские государственные художественно-учебные мастерские при воссозданной Академии художеств.
- В 1922 году преобразованы в Высший художественно-технический институт (ВХУТЕИН, ЛВХТИ).
- В 1930 году ВХУТЕИН реорганизован в Институт пролетарского изобразительного искусства (ИНПИИ). Архитектурный факультет упразднён, его учащиеся были переведены в Ленинградский институт инженеров коммунального строительства (ЛИИКС, бывший Институт гражданских инженеров).
- В 1932 году ИНПИИ был преобразован в Ленинградский институт живописи, скульптуры и архитектуры, которому в 1944 году было присвоено имя Ильи Репина (по случаю столетней годовщины его рождения). После распада СССР и возвращения Санкт-Петербургу исторического имени в 1991 году институт стал соответственно называться Санкт-Петербургским; с 2020 года он получил наименование Санкт-Петербургской академии художеств.

## Персоналии Академии

### Президенты Академии
- 1757—1763 — И. И. Шувалов (основатель и первый главный директор)
- 1764—1794 — И. И. Бецкой
- 1795—1797 — А. И. Мусин-Пушкин
- 1797—1800 — Г. А. Шуазёль-Гуфье
- 23.01.1800—27.09.1811 — А. С. Строганов
- 1811—1817 — П. П. Чекалевский (вице-президент, фактически руководивший академией)
- 17.04.1817—17.04.1843 — А. Н. Оленин
- 19.04.1843—20.10.1852 — герцог Максимилиан Лейхтенбергский, зять Николая I
- 03.11.1852—09.02.1876 — великая княгиня Мария Николаевна, вдова предыдущего
- 14.02.1876—04.02.1909 — великий князь Владимир Александрович
- 23.02.1909—1917 — великая княгиня Мария Павловна, вдова предыдущего

### Ректоры Высшего художественного училища при Академии
(в хронологическом порядке)
- Шебуев, Василий Козьмич (1832)
- Мартос, Иван Петрович (до 1835)
- Демут-Малиновский, Василий Иванович (1835—1846)
- Репин, Илья Ефимович (1898—1899)
- Померанцев, Александр Никанорович (1899—1900)
- Беклемишев, Владимир Александрович (1906—1911)
- Бенуа, Леонтий Николаевич (1903—1906 и 1911—1917)

### Преподаватели
- Беклемишев, Владимир Александрович — профессор-руководитель мастерской, ректор.
- Белелюбский, Николай Аполлонович
- Бенуа, Леонтий Николаевич — профессор-руководитель мастерской архитектурного отделения и действительный член (1893) Академии художеств
- Бенуа, Альберт Николаевич — русский академик-художник, архитектор и преподаватель акварельной живописи
- Беретти, Викентий Иванович — профессор архитектуры (с 1831 по 1837 годы)
- Киприан Ксаверьевич (Савельевич) Годебский
- Гомзин, Иван Григорьевич — профессор архитектуры; выпускник ИАХ.
- Екимов, Василий Петрович
- Кокоринов, Александр Филиппович (с 1761 по 1772 год)
- Котов, Григорий Иванович — преподаватель истории искусств.
- Лебедев, Клавдий Васильевич (с 1894 по 1898 годы)
- Мунц, Оскар Рудольфович — преподаватель общих классов
- Матэ, Василий Васильевич (с 1894 по 1917 годы)
- Орловский Борис Иванович (с 1831 года, академик, назначен исправляющим должность профессора в скульптурном классе академии, а в 1836 году утверждён в этом звании)
- Перетяткович, Мариан Марианович
- Покровский, Владимир Александрович (1912—1917 гг., помощник Л. Н. Бенуа)
- Покрышкин, Пётр Петрович (с 1900 г. — лектор, с 1901 по 1917 г. — преподаватель начертательной геометрии)
- Преображенский, Михаил Тимофеевич (с 1888 года — преподаватель, с 1894 — профессор)
- Пучинов, Матвей Иванович — профессор исторического жанра
- Резанов, Александр Иванович — профессор с 1852 года, ректор Академии по архитектуре в 1871—1887 годах
- Рубо, Франц Алексеевич (с 1903 по 1912 годы)
- Самокиш, Николай Семёнович (с 1912 по 1918 годы)
- Солнцев, Фёдор Григорьевич — русский живописец-археолог и реставратор, профессор Императорской Академии художеств[42]
- Тома де Томон, Жан (начало XIX века, перспектива)
- Чистяков, Павел Петрович
- Яковлев, Иван Еремеевич — профессор исторической живописи

Ниже следует случайный набор имён. Для более полных сведений см. Категория:Выпускники Императорской Академии художеств

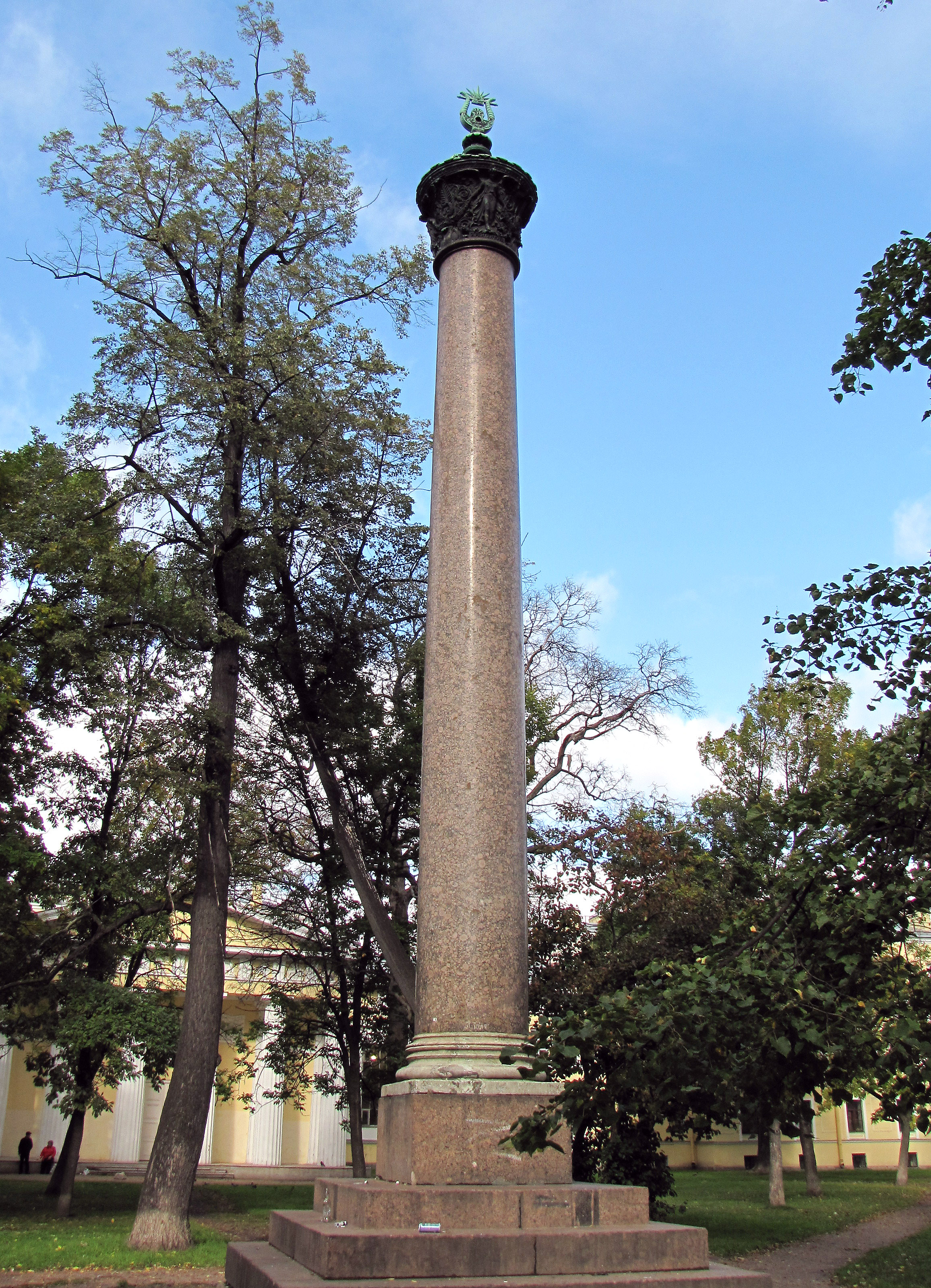
Колонна выпускникам Академии

- Алексеев, Николай Иванович — архитектор-художник (1903 г.)
- Алёшин, Павел Федотович — архитектор-художник (1917 г.)
- Андерсон, Карл Карлович — архитектор (1851 г.), академик архитектуры (1858 г.)
- Анисимов, Николай Яковлевич — архитектор (1815 г.[43])
- Апышков, Владимир Петрович — архитектор-художник (1905 г.)
- Адамсон, Амандус Генрих — эстонский скульптор, академик, один из основателей эстонского национального искусства.
- Айвазовский, Иван Константинович — художник-маринист
- Аскназий, Исаак Львович — российский академик (с 1885 г.) художник
- Афанасьев, Василий Филиппович — русский архитектор
- Балашов, Пётр Иванович — живописец-пейзажист и гравёр.
- Барановский, Александр Фёдорович — архитектор-художник (1901 г.)
- Бархин, Григорий Борисович — архитектор-художник (1908 г.)
- Басин, Николай Петрович — архитектор (1869 г.), академик архитектуры (1874 г.)
- Бауманис, Артур — латышский художник
- Безпалов, Иннокентий Фёдорович — архитектор-художник (1910 г.) и скульптор
- Белогруд, Андрей Евгеньевич — архитектор-художник (1910 г.)
- Бенуа, Альберт Николаевич — русский академик-художник, архитектор и преподаватель акварельной живописи в Академии Художеств
- Бенуа, Леонтий Николаевич — архитектор (1879 г.), академик архитектуры (1885 г.), профессор (1892 г.), действительный член (1893 г.) Академии художеств
- Бенуа, Юлий Юльевич — архитектор (1875 г.), академик архитектуры (1885 г.) и специалист по сельскому хозяйству
- Беретти, Викентий Иванович — архитектор
- Блюменталь, Юлий Юльевич — русский художник
- Бобров, Виктор Никанорович — архитектор
- Бобровский, Константин Семёнович — архитектор-художник (1904 г.)
- Болотнов, Василий Демьянович — русский художник
- Борисов, Александр Алексеевич- русский художник-пейзажист
- Бродский, Исаак Израилевич — русский советский живописец и педагог
- Брюллов, Карл Павлович — русский художник
- Бурышкин, Давид Петрович — архитектор-художник (1916 г.)
- Бучкин, Пётр Дмитриевич — русский советский живописец, график, книжный иллюстратор, педагог
- Вайтенс, Андрей Петрович — архитектор-художник (1904 г.)
- Васильев, Николай Васильевич — архитектор-художник (1904 г.)
- Васильковский, Сергей Иванович — художник-пейзажист
- Васнецов, Виктор Михайлович — русский художник, мастер живописи на исторические и фольклорные сюжеты
- Вейгельт, Роберт Карлович — академик Императорской академии художеств
- Веснин, Леонид Александрович — архитектор-художник (1909 г.)
- Визель Эмиль Оскарович — художник, хранитель музея и действительный член Академии Художеств (с 1914), организатор международных художественных выставок
- Витберг, Александр Лаврентьевич — русский художник и архитектор, автор первоначального проекта Храма Христа Спасителя
- Воронин, Лука Алексеевич — первый российский арктический живописец.
- Врубель, Михаил Александрович — русский художник
- Габашвили, Георгий Иванович — грузинский живописец
- Гартман, Виктор Александрович — архитектор (1861 г.), академик архитектуры (1871 г.)
- Гевирц, Яков Германович — архитектор-художник (1906 г.)
- Гельфрейх, Владимир Георгиевич — архитектор-художник (1914 г.)
- Глинка, Василий Алексеевич — архитектор, академик архитектуры (1830).
- Гоген, Александр Иванович фон — архитектор (1883 г.), академик архитектуры (1895 г.), действительный член ИАХ (1896 г.), архитектор Высочайшего Двора (1903 г.)
- Горелов, Гавриил Никитич — русский художник
- Грабарь, Игорь Эммануилович — советский художник, искусствовед
- Гребёнка, Николай Павлович — архитектор
- Греков, Митрофан Борисович — советский художник-баталист
- Гримм, Герман Давидович — архитектор (1890 г.)
- Гужавин, Михаил Маркелович — художник-пейзажист
- Гуржиенко, Антон Михайлович — архитектор-художник (1901 г.)
- Дмитриев, Александр Иванович — архитектор-художник (1903 г.), гражд. инженер.
- Долгинов, Иосиф Исаакович — архитектор
- Дубинский, Михаил Хаимович — архитектор-художник (1904 г.)
- Живаго, Семён Афанасьевич — исторический живописец
- Жолтовский, Иван Владиславович — архитектор-художник (1898 г.)
- Захаров, Андреян Дмитриевич — архитектор.
- Захаров, Иван Дмитриевич — русский неклассный художник с 1849 года, автор «Путевых записок русского художника».
- Зауервейд, Николай Александрович — художник
- Калмыков, Григорий Одиссеевич — русский художник
- Канделаки, Николай Порфирьевич — скульптор и педагог, основатель грузинской монументальной скульптуры, мастер скульптурного портрета
- Катонин, Евгений Иванович — архитектор-художник (1918 г.)
- Кизеветтер, Георг Иванович — первый городской архитектор Нижнего Новгорода (1836—1846)
- Кипренский, Орест Адамович
- Колесников, Иван Фёдорович — русский советский живописец, график
- Косяков, Георгий Антонович — архитектор-художник (1900 г.)
- Кошелев, Николай Андреевич — художник-передвижник, академик Императорской Академии художеств, автор эскизов и росписей Храма Христа Спасителя (Москва), храма Спаса на Крови (Санкт-Петербург), Александро-Невского собора (Варшава), а также ряда других
- Котарбинский, Александр Васильевич (Милош) — российский и польский художник
- Корицкий, Николай Дмитриевич — епархиальный архитектор, надворный советник.
- Котов, Григорий Иванович — архитектор (1882 г.)
- Кржижановский, Конрад Марцеллович — российский и польский художник
- Крыжановский, Дмитрий Андреевич — архитектор-художник (1896 г.)
- Кузнецов, Иван Сергеевич — архитектор-художник (1897 г.)
- Кукевич, Константин Фаддеевич — российский и белорусский художник
- Ладыженский, Геннадий Александрович — русский художник и педагог
- Лангбард, Иосиф Григорьевич — архитектор-художник (1914 г.)
- Лансере, Николай Евгеньевич — архитектор-художник (1904 г.)
- Лидваль, Фёдор Иванович — архитектор-художник (1896 г.)
- Лосев, Николай Дмитриевич — русский живописец
- Лукомский, Георгий Крескентьевич — архитектор-художник (1915 г.)
- Лунский, Владимир Иванович — русский прибалтийский архитектор
- Лялевич, Марьян Станиславович — архитектор-художник (1901 г.)
- Максимов, Владимир Николаевич — архитектор-художник (1912 г.)
- Манизер, Матвей Генрихович — скульптор, вице-президент Академии художеств СССР.
- Месмахер, Максимилиан Егорович — архитектор (1866 г.)
- Митурич, Пётр Васильевич — художник, теоретик искусства.
- Мунц, Оскар Рудольфович — архитектор-художник (1896 г.)
- Мульханов, Павел Михайлович — архитектор.
- Мурашко, Николай Иванович — украинский художник и педагог, основатель и руководитель Киевской рисовальной школы.
- Мыльников, Андрей Андреевич — советский, российский живописец, монументалист, педагог.
- Николаев, Владимир Николаевич — киевский архитектор, академик архитектуры (1892 г.)
- Николаев, Ипполит Владимирович — киевский архитектор
- Ноаковский, Станислав — польский архитектор и график.
- Овсянников, Сергей Осипович — архитектор-художник (1909 г.)
- Олещинский, Антоний — польский художник-график, мастер портретной резцовой гравюры XIX века.
- Орловский, Борис Иванович — скульптор.
- Павлов, Капитон Степанович — русский художник XIX века.
- Парланд, Альфред Александрович — архитектор (1871 г.), академик архитектуры (1881 г.)
- Пархоменко, Иван Кириллович — русский художник, автор портретной галереи писателей России, насчитывавшей свыше 90 полотен.
- Перетяткович, Мариан Марианович — архитектор-художник (1906 г.)
- Пиратский, Карл Карлович — живописец-баталист, академик (1855 г.), профессор (1869 г.)
- Плавов, Пётр Сергеевич — архитектор (1815 г.)
- Покровский, Владимир Александрович — архитектор-художник (1898 г.), академик (1907 г.), действительный член ИАХ.
- Покровский, Владимир Николаевич — архитектор-художник.
- Покрышкин, Пётр Петрович — архитектор-художник (1895 г.), реставратор, академик.
- Полещук, Александр Артемьевич — архитектор-художник (1896 г.), академик архитектуры (1911 г.)
- Померанцев, Александр Никанорович — архитектор (1878 г.), академик архитектуры (1887 г.)
- Претро, Ипполит Александрович — архитектор-художник (1901 г.)
- Пруссаков, Василий Агатонович — русский архитектор.
- Репин, Илья Ефимович — русский художник, живописец, мастер портретов, исторических и бытовых сцен.
- Рерих, Николай Константинович — русский художник, философ, писатель, археолог, путешественник, общественный деятель.
- Ромазанов, Николай Александрович — скульптор, художник, литератор, профессор, академик Императорской Академии художеств.
- Романов, Константин Константинович — архитектор-художник (1909 г.)
- Рославлев, Мирон Ильич — архитектор-художник (1914 г.)
- Руднев, Лев Владимирович — архитектор-художник (1915 г.)
- Савинский, Василий Евмениевич — русский живописец, график, педагог.
- Самокиш, Николай Семёнович — российский (украинский) и советский художник-баталист.
- Сапунов, Николай Николаевич — русский живописец, театральный художник, мастер натюрморта.
- Семирадский, Генрих Ипполитович — русский и польский художник.
- Серафимов, Сергей Саввич — архитектор-художник (1910 г.)
- Солнцев, Фёдор Григорьевич — русский художник, архитектор и историк.
- Соколов, Павел Петрович — русский скульптор, мастер декоративной скульптуры классицизма.
- Степанов, Александр Николаевич — русский художник анималист, жанрист, акварелист, пейзажист.
- Суриков, Василий Иванович — русский живописец, мастер масштабных исторических полотен.
- Сюзор, Павел Юльевич — архитектор (1866 г.)
- Таманов, Александр Иванович — архитектор-художник (1904 г.)
- Теребенёв, Александр Иванович — русский скульптор.
- Тильбергс, Янис — латышский советский художник, скульптор
- Толстой, Фёдор Петрович — русский живописец, рисовальщик, медальер и скульптор, представитель стиля классицизма.
- Томишко, Антоний Осипович — архитектор (1874 г.), академик архитектуры (1879 г.), профессор ИАХ (1888 г.)
- Трояновский, Викентий Войцехович — художник и медальер.
- Туганов, Махарбек Сафарович — осетинский и советский живописец и график, педагог. Ученик Ильи Репина.
- Удаленков, Александр Петрович — архитектор-художник (1917 г.)
- Фельдман, Валентин Августович — русский архитектор, художник-акварелист, педагог
- Фешин, Николай Иванович — живописец
- Фомин, Иван Александрович — архитектор-художник, академик
- Френц, Рудольф Рудольфович — русский советский живописец, график, педагог
- Ционглинский, Ян Францевич — польский российский художник, преподаватель Императорской Академии художеств
- Цисс, Григорий Иванович — украинский художник
- Чернышёв, Сергей Егорович — архитектор-художник (1907 г.)
- Чикин, Александр Андреевич — русский и советский оптик и общественный деятель
- Шапошников, Иван Иванович — архитектор, академик архитектуры
- Шарлемань, Адольф Иосифович — живописец, академик; автор самого известного в России рисунка игральных карт.
- Шаров, Пётр Алексеевич — архитектор
- Шебуев, Василий Козьмич — русский живописец, академик, заслуженный ректор живописи и ваяния Императорской Академии художеств
- Шевченко, Тарас Григорьевич — украинский поэт и художник
- Шибнёв, Дамиан Васильевич — русский художник
- Шмидт, Карл Карлович — архитектор
- Шовкуненко, Алексей Алексеевич — художник, академик (1917 г.)
- Шретер, Людвиг Людвигович — архитектор-художник (1904 г.)
- Штальберг, Эрнест Яковлевич — архитектор-художник (1914 г.)
- Щуко, Владимир Алексеевич — архитектор-художник (1904 г.), академик архитектуры.
- Щурупов, Михаил Арефьевич — архитектор (1836 г.)
- Щусев, Алексей Викторович — архитектор-художник (1897 г.), академик архитектуры.
- Яковлев, Александр Александрович — архитектор-художник (1902 г.)
- Яковлев, Всеволод Иванович — архитектор-художник (1912 г.)
- Яковлев, Иван Иванович — архитектор-художник (1900 г.)

### Вольнослушатели академии (своекоштные)
- Галямин, Валериан Емельянович
- Захаров, Дмитрий Иринархович
- Клодт, Пётр Карлович, с 1830 года
- Захаров-Чеченец, Пётр Захарович
- Скотти, Михаил Иванович
- Хетагуров, Коста Леванович
- Куинджи, Архип Иванович

## Академия в филателии

Почтовые марки СССР, 1957 год: 200 лет Академии художеств СССР
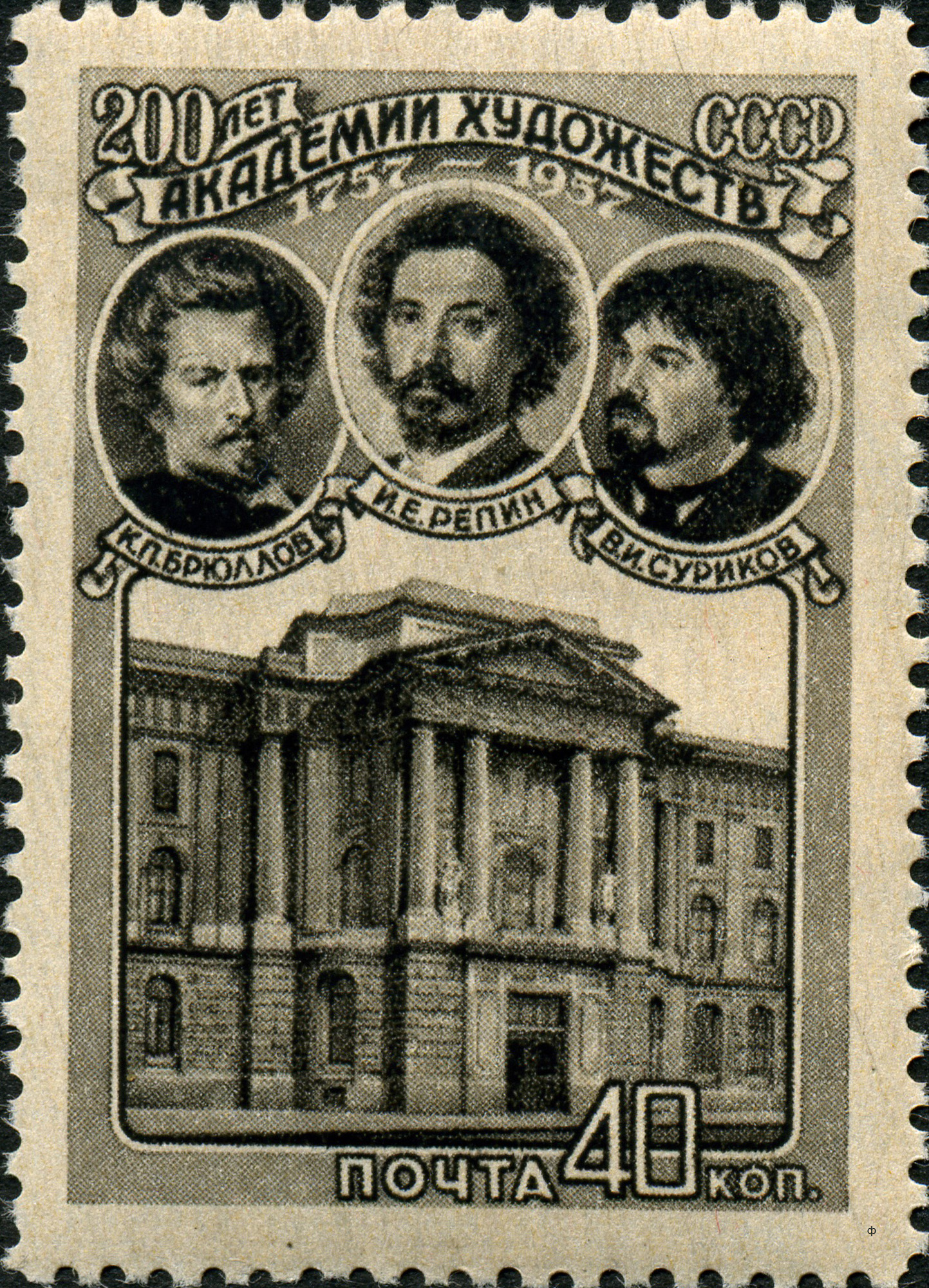
К. П. Брюллов, И. Е. Репин, В. И. Суриков.  (ЦФА [АО «Марка»] #2098; Mi #2029)
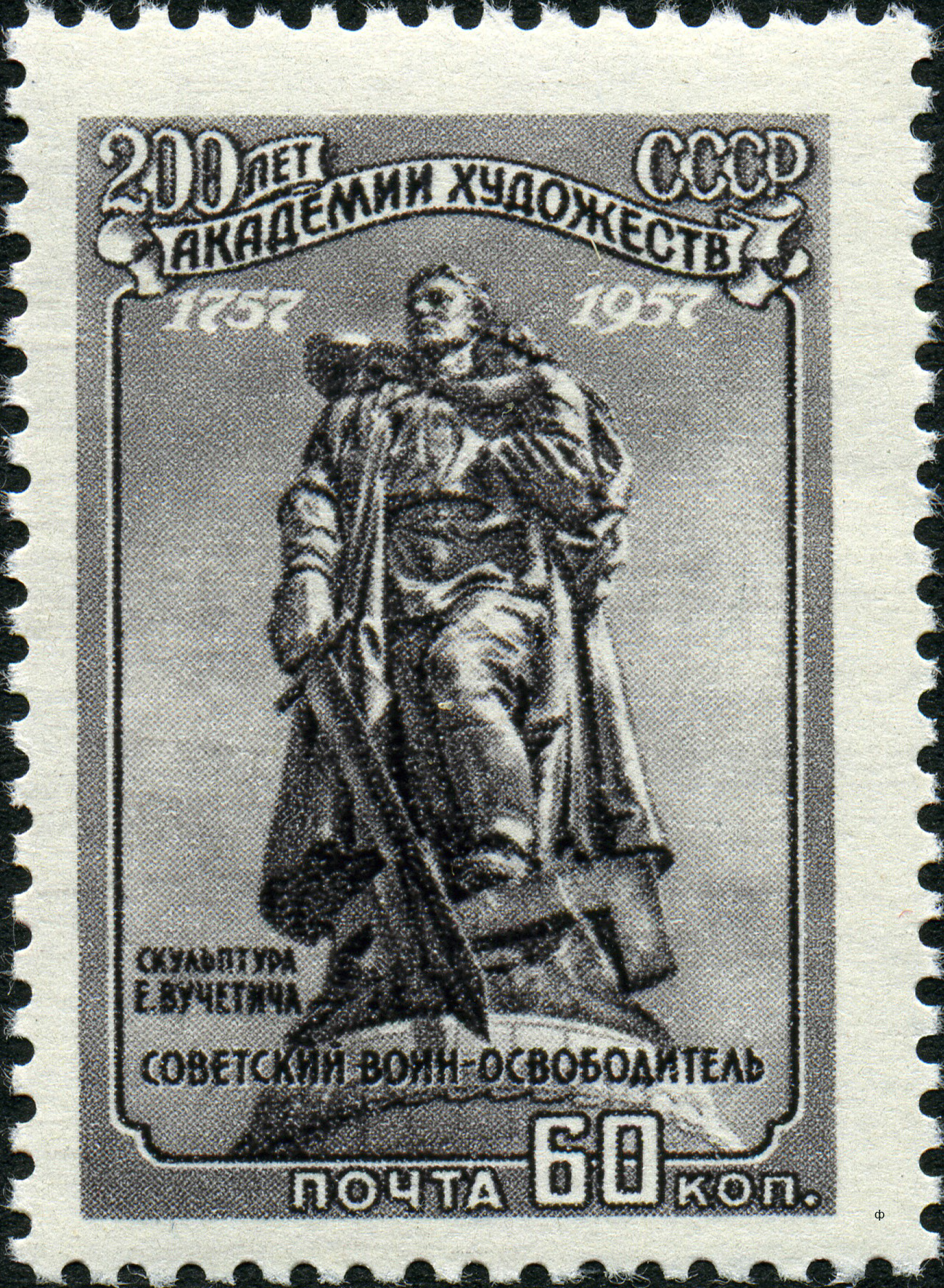
Скульптура Е. В. Вучетича «Советский воин-освободитель».  (ЦФА [АО «Марка»] #2099; Mi #2030)
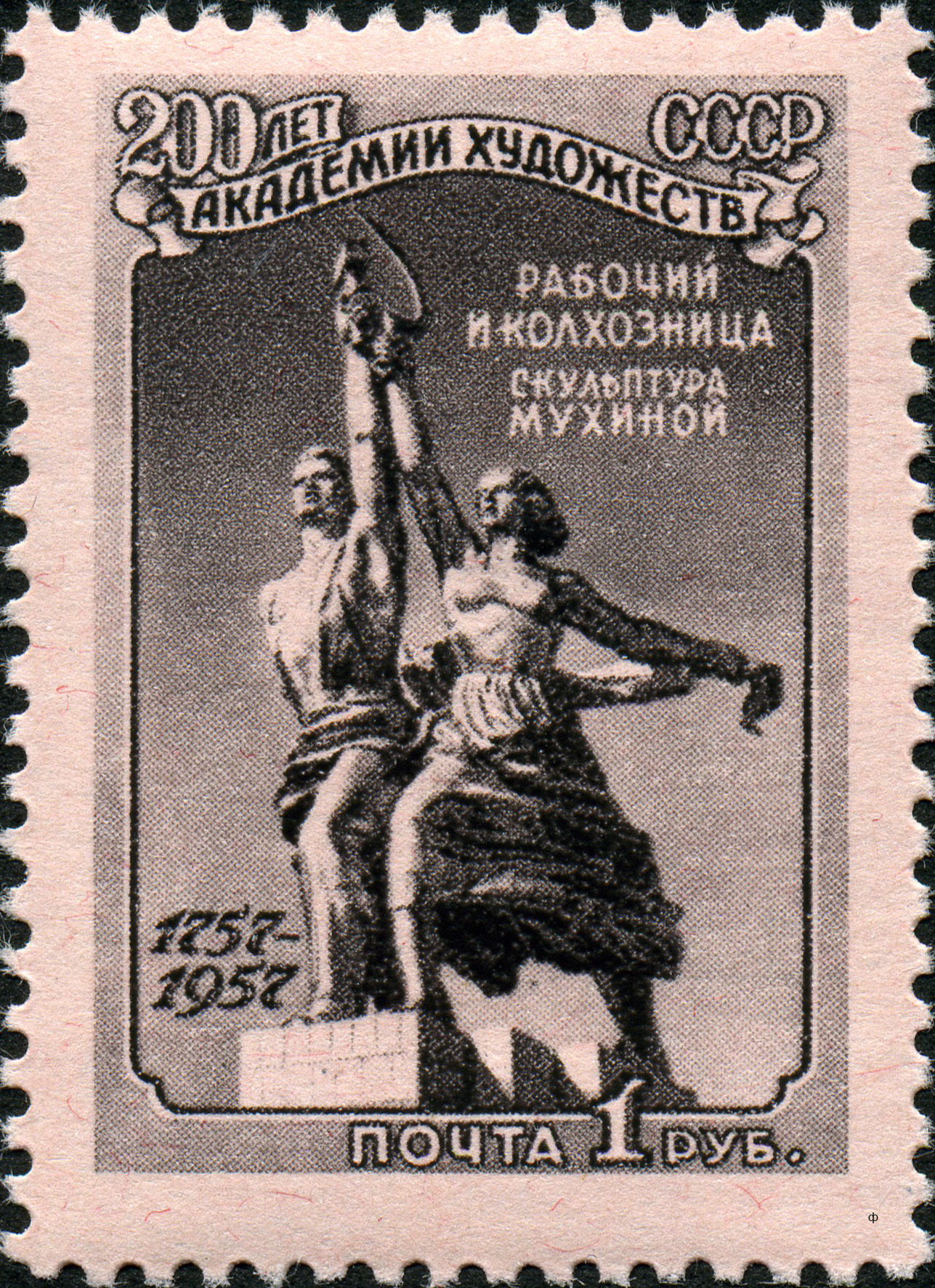
Скульптура В. М. Мухиной «Рабочий и колхозница».  (ЦФА [АО «Марка»] #2100; Mi #2031)

Почтовый блок Российской Федерации, 2007 год: 250 лет Российской Академии художеств
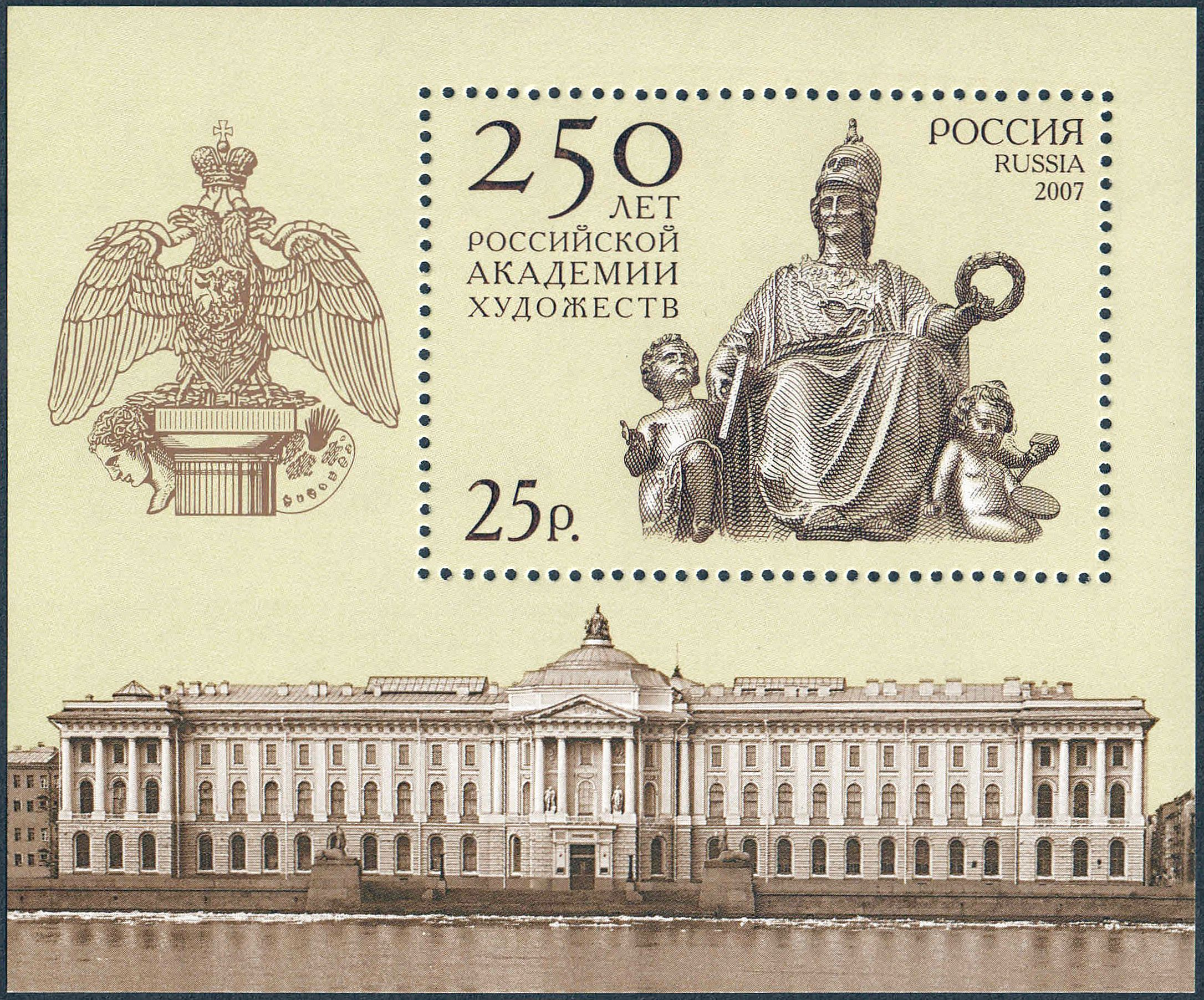
Здание Императорской Академии художеств, старинный герб академии.  (ЦФА [АО «Марка»] #1183; Mi #1415 (Block 142))

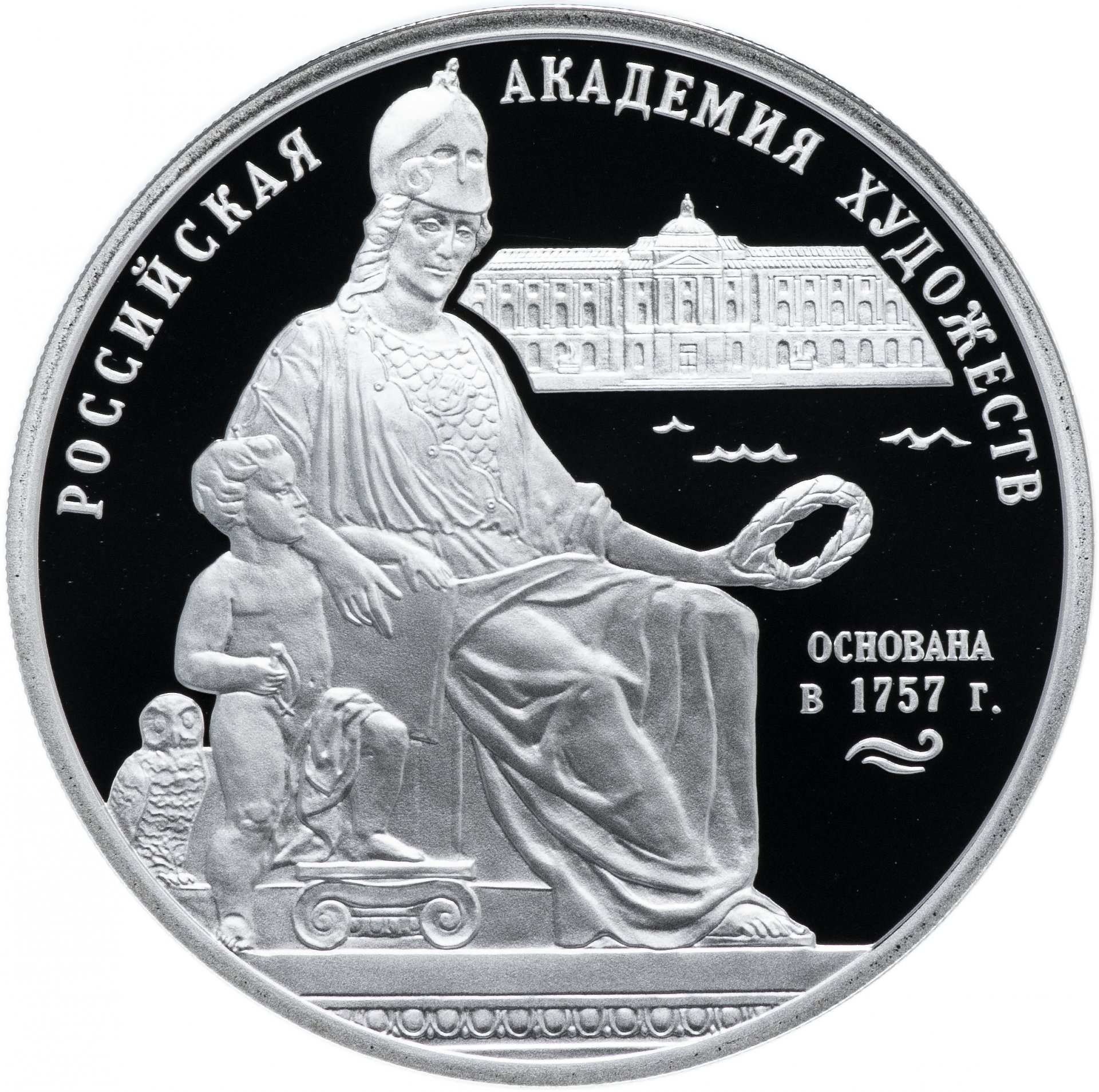
Монета Банка России, 2007 г. — Серия: «Искусство», 250-летие Академии художеств, 3 рубля, реверс.